# Gamersprache
Die Gamersprache ergänzt den üblichen Wortschatz des Netzjargons um computerspielspezifische Ausdrücke. Die Gamersprache hat sich vor allem durch die Kommunikation in Onlinespielen entwickelt und ist von Anglizismen geprägt.
Der Netzjargon zeichnet sich vor allem dadurch aus, dass es eine Sprache ist, die dem eigentlichen Textinhalt sehr treffend und knapp Gefühle oder eventuelle Hintergedanken (wie Ironie) beifügen kann. So können Verständigungsprobleme oder die Gefahr von Missverständnissen gegenüber gesprochener Sprache teilweise kompensiert werden. Hierbei helfen zum einen Emoticons, die dem Smiley nachempfunden sind. Zum anderen hilft zunehmend die Aktionsgrammatik, die mittels Inflektiv komplexere Gefühle oder Aktionen knapp und treffend ausdrücken kann.

## Funktion, linguistische Alleinstellungsmerkmale und Anwendung
Viele Online-Spiele bieten Chatfunktionen, um mit den Mitspielern zu kommunizieren. Da bei der textbasierten Kommunikation kurzfristig die Konzentration und Kontrolle über das Spiel abgegeben werden muss, haben sich im Laufe der Zeit eine Menge von Abkürzungen herausgebildet, die allgemein von erfahrenen Spielern verstanden und verwendet werden. Ebenfalls ist es in Sprachchats hilfreich, mit Teammitgliedern schnell kommunizieren zu können, wofür ein besonderes Vokabular benötigt wird. Von Spiel zu Spiel gibt es unterschiedliche Wörter und Abkürzungen, die sich speziell auf das jeweilige Spiel beziehen, es gibt aber auch viele allgemeingültige Ausdrücke.
Weiterhin ist anzumerken, dass die Groß- und Kleinschrift der hier aufgeführten Abkürzungen in fast allen Fällen keine Rolle spielt. Alles klein zu schreiben erfordert weniger Zeit. Groß- und Kleinschrift im Chat eines Spiels zu verwenden – wenn es sich um eine deutsche Spieler-Gemeinschaft handeln sollte – kann u. U. befremdend und/oder hochgestochen auf Mitspieler wirken. Auf Grammatik und Rechtschreibung wird nicht immer Wert gelegt.
Siehe auch: Netzjargon, Liste von Abkürzungen des Netzjargon, Jargon File, Leetspeak, MMORPG-Jargon, Akronym

## Begriffe und Abkürzungen

### 0–9
+ 
Kann Zustimmung oder Bejahung einer zuvor getätigten Meinung oder Frage sein.
1. Beispiel: Person A: „Ich mag Käse nicht.“ Person B: „+“
2. Beispiel: Person A: „Habt ihr heute schon gegessen?“ Person B: „+“

Beispiel 1 zeigt, wie + als Zustimmung bzw. Bekräftigung einer Aussage genutzt wird. Beispiel 2 zeigt, wie + als Bejahung genutzt wird. Beispiel 2 ist weiter verbreitet. Im Allgemeinen weiß jedoch jeder was gemeint ist, wenn es um den Gebrauch des + wie in Beispiel 1 geht.
- 
Analog zu +, meint - das genaue Gegenteil. Es drückt also Abneigung aus oder wird als Verneinung verwendet. Wird allgemein eher selten gebraucht.
+n 
(n=beliebige Anzahl) Angabe der Anzahl der noch benötigten Spieler, um ein Spiel zu beginnen.
Beispiel: „+1“ beschreibt, dass noch ein Spieler beitreten muss, damit das Spiel beginnen kann.
Explizit „+1“ kann jedoch auch für Zustimmung stehen, im Sinne von „eine weitere Person mit der gleichen Meinung“.
1. Beispiel: Person A: „Ich liebe Pizza.“ Person B: „+1“

nvs.n, nvn, nonn 
(n=beliebige Anzahl) Verhältnis der Spieleranzahl von zwei gegnerischen Teams.
Beispiel: 1v1 steht für 1 versus 1, also eins gegen eins. Der Begriff wird in Ego-Shootern meist als Aufforderung für einen Kampf, an dem nur zwei Spieler teilnehmen, verstanden.

### A
Abilitease 
Beim Abilitease beginnt der Spieler das Spiel mit der Mehrheit oder sogar der Vollständigkeit der Power-Ups, die es im Spiel gibt: diese werden ihm dann, häufig durch einen unbesiegbaren Boss, entnommen.
Abstauber 
Ein Abstauber tötet einen Gegner, der zuvor durch einen Kampf mit einem anderen Spieler geschwächt wurde und noch keine Zeit hatte, sich zu erholen.
Ace 
Wenn ein Spieler alle Spieler des gegnerischen Teams eliminiert, wird dies als Ace bezeichnet.
add
(von engl. to add „hinzufügen“) Wird manchmal dafür verwendet, um jemanden darum zu bitten, ihn als Freund hinzuzufügen („jemanden adden“).
adds 
(von engl. to add „hinzufügen“ oder additional „hinzukommend“) Wird benutzt, wenn beispielsweise zusätzliche computergesteuerte Figuren dem Spiel hinzugefügt werden. Bezeichnet in Rollenspielen auch Situationen, in denen unbeabsichtigt zusätzliche Gruppen von Gegnern in das Kampfgeschehen eingreifen beziehungsweise Fußvolkgegner allgemein (Gegensatz: Boss). Kann auch als einsilbiger Warnruf verwendet werden.
adl, goadl 
(englische Abk. von after download „nach dem Herunterladen“ bzw. go after download „Start nach dem Herunterladen“) Ein Onlinestrategiespiel (zum Beispiel StarCraft) kann erst beginnen, wenn alle Spieler die Map auf ihrem Rechner gespeichert haben. Diese wird, falls sie bei den Spielern noch nicht vorhanden ist, vom Host heruntergeladen. Wenn der Host nun „goadl“ schreibt, bedeutet dies, dass das Spiel nach dem Herunterladen aller Karten umgehend beginnt.

aggro 
(von „Aggressivität“) Eine meist in MMORPGs verwendete Variable, welche angibt, wie NPCs die Bedrohung durch angreifende Spieler einstufen. Tanks versuchen durch Angriffe und verwendete Fähigkeiten den ihnen zugeteilten Wert größer als den der restlichen Gruppe zu halten („aggro zu ziehen/pullen“), damit diese ungestört angreifen kann.
aimbot 
(von engl. to aim „zielen“ und Bot) Bezeichnet ein Cheat-Programm, das bei Shootern automatisch Ziele ins Visier nimmt, so dass diese nicht verfehlt werden können. In den meisten Fällen ist der Aimbot so programmiert, dass er auf den Kopf zielt, also automatisch Kopfschüsse (Headshots) verteilt.
All-In 
Bezeichnet in Echtzeit-Strategiespielen einen Angriff, der die eigene Basis völlig unbewacht und meistens auch die Ökonomie zusammenbrechen lässt. Ziel des Angriffes ist das Auslöschen des Gegners durch Bündelung aller Streitkräfte, um das Spiel zu gewinnen. Schlägt ein solcher Angriff fehl, bedeutet dies in den meisten Fällen die Niederlage des Angreifers.
Der Begriff hat seinen Ursprung im Poker, bei einem All-In setzt ein Spieler sein gesamtes verbliebenes Spielkapital. Sollte sein Blatt dann verlieren, scheidet er gänzlich aus dem Spiel aus.
ally 
(von engl. ally „Verbündeter“) Der Verbündete kann beispielsweise ein Spieler oder in Echtzeit-Strategie-Spielen oft auch eine Fraktion sein. Gelegentlich wird auch ein verbündeter Clan so genannt.
alting 
Wenn ein Spieler sich einen verbotenen (Alternativ-)Zweitaccount bei der gegnerischen Fraktion, z. B. in PvP-Kriegsspielen, erstellt, die mehrere Tage/Wochen gehen, um dort zu spionieren oder der anderen Fraktion zu schaden.
AoE, AE 
(engl. Abk. von area of effect „Effekt-/Wirkungsbereich“) bezeichnet in Rollenspielen und Echtzeit-Strategiespielen Angriffe oder Zaubersprüche mit Flächenwirkung beziehungsweise deren Wirkungsbereich. Siehe auch Splash Damage. AoE kann aber auch, kontextabhängig, für das Echtzeit-Strategiespiel Age of Empires stehen.
apm 
(engl. Abk. von actions per minute „Aktionen pro Minute“) Beschreibt die Spielgeschwindigkeit des Spielers, indem seine (sinnvollen) Aktionen (Klicks, Tastatureingaben etc.) pro Minute gemessen werden, meist mit speziellen Programmen. Diese kommen überwiegend in Echtzeit-Strategiespielen wie StarCraft und Warcraft III: Reign of Chaos zum Tragen.
atten 
(von engl. to attack „angreifen“) Synonym für „angreifen“.

### B
b
Ein einfaches im Chat geschriebenes „b“ wird häufig in Strategiespielen wie zum Beispiel Warcraft verwendet. Das „b“ steht für back (englisch „zurück“).
Der Spieler möchte damit seinem Teamkameraden signalisieren, dass er sich mit seinen Einheiten, zum Beispiel aus einem Kampf mit einem Gegner oder dem gegnerischen Team, zurückziehen soll, da es sonst zu Verlusten seiner Einheiten kommt, was eine eventuelle Niederlage zur Folge hätte.
Auch in Spielen wie Counter-Strike wird der Begriff sowohl von A als auch B verwendet, um zu signalisieren, an welchem Bombenort die Bombe platziert wird/ist.
backdoor, backdooren 
(von engl. back door „Hintertür“) Meint das heimliche oder unbemerkte Eindringen und pushen in die gegnerische Basis, häufig während der oder die Gegner mit anderen Kampfhandlungen beschäftigt sind und sie somit den Push nicht adäquat verteidigen können.
Backseat Gaming 
(von engl. backseat „Rücksitz“) Bezeichnet das unaufgeforderte Kundtun der eigenen Meinung, wie man ein Videospiel am besten spielt. Innerhalb der Gaming-Community handelt es sich um eine verpönte Eigenschaft, die häufig als Besserwisserei abgestempelt wird.
bg 
Kurzform von bad game (englisch „schlechtes Spiel“) oder als Abkürzung für „bis gleich“. Im World of Warcraft PvP wird diese Abkürzung auch für Schlachtfelder (englisch battleground) verwendet.
ban 
(englisch to ban „(ver)bannen“) Einen Spieler (meistens dauerhaft) sperren, so dass er sich (zum Beispiel mit seiner IP-Adresse oder seinem Benutzernamen) nicht mehr auf einem bestimmten Server einwählen kann. Erfolgt die Sperrung nicht dauerhaft, wird auch vom tempban (engl. Abk. von temporary ban „vorübergehende Sperre“) oder timeban gesprochen, also einer zeitweiligen Verbannung. Bei einer dauerhaften Sperrung wird auch die Bezeichnung permban oder permaban (engl. Abk. von permanent ban) benutzt. Die Dauer eines tempban kann sehr unterschiedlich sein und auch je nach Vergehen stark variieren, von wenigen Stunden bis hin zu mehreren Wochen oder Monaten.
BarCraft 
BarCraft ist ein Kofferwort für Public-Viewing von StarCraft in Bars und gilt inzwischen auch für weitere Spiele als nur für StarCraft.
baserace 
(englisch „Basisrennen“) Ein zumeist in MOBAs genutzter Begriff der einen besonders kritischen Zeitpunkt des Spieles beschreibt, zu dem sich beide Teams gegenseitig ignorieren und versuchen, schnellstmöglich die Basis des Gegners einzureißen.
baserape 
(englisch „Basisvergewaltigung“) Ein zumeist in Ego-Shootern genutzter Begriff. Wenn es feste Spawn-Punkte (Basen) gibt und ein Spieler sich in die Basis des Gegner-Teams schleicht, um dort massiv Spawnkills zu sammeln, wird dies als Baserape bezeichnet.
basetrade 
(englisch für „Basistausch“) Bezeichnet in Echtzeit-Strategiespielen die Situation, in der beide Spieler sich gegenseitig mit all ihren Einheiten angreifen und währenddessen jeweils die eigene Basis unbewacht lassen. Basetrades enden manchmal in einem Unentschieden. Siehe auch All in.
bashen 
(von engl. to bash „schlagen“) Den Gegner besiegen, erledigen, vernichtend schlagen oder auch den Gegner durchgehend angreifen, um ihn so am Spielaufbau zu behindern; beispielsweise in Strategiespielen, auch harassen (Ableitung von engl. to harass „belästigen“) genannt. Wird in diversen Ego-Shootern auch wörtlich als „schlagen“, zum Beispiel mit einer Waffe oder den Fäusten, verstanden.
Battle Pass 
Eine zumeist in Actionspielen verwendete Möglichkeit, zusätzliche Inhalte in kostenloser und/oder zahlungspflichtiger Form anzubieten. Ein Battle Pass ist zeitlich limitiert und bietet dem Spieler durch Erfolge im Spiel über eine Rangliste zusätzliche Inhalte (z. B. kosmetische Items, Ausrüstung etc.) und so den Anreiz, weiter Zeit und gegebenenfalls auch Geld zu investieren.
biblethump 
Ein Ausdruck von Traurigkeit oder Ärger, der sich von der Unterdrückung von Isaac in The Binding of Isaac durch seine bibeltreue Mutter ableitet.
BiS 
Engl. Abk. von Best in Slot; bezeichnet das beste Ausrüstungsobjekt (Item), das es für ein bestimmtes Ausrüstungsfeld (slot) gibt.
blocken 
In Ego-Shootern wird mit blocken ein (nicht immer bewusstes) spielbehinderndes Verhalten eigener Teammitglieder bezeichnet: Sie stehen anderen Teammitgliedern im Weg und verhindern so die schnelle Fortbewegung auf der Karte. Speziell in Egoshootern kommt es oft vor, dass die Spielfiguren, zum Beispiel von momentan abwesenden Spielern, wichtige Passagen versperren, was den Spielfluss für längere Zeit behindern kann. Auf überfüllten Counter-Strike-Servern kann es beispielsweise vorkommen, dass mehrere (teils feindlich) gegenüberstehende Spieler am selben Ort „spawnen“. Nun kommt es auf die Servereinstellungen an, welche teilweise dafür sorgen können, dass sich die „ineinander gestapelten“ Spieler nicht fortbewegen können, da sie sich alle gegenseitig unbeabsichtigt blockieren.
Blocken bedeutet aber auch, Schaden abzuwehren oder zu verringern (beispielsweise mit einem Schild).
blockhitten 
Ein Spieler, der blockhittet, greift einen Gegner im Nahkampf an, blockt aber gleichzeitig, sodass er verringerten oder gar keinen Schaden durch den Gegner bekommt.
bm 
(engl. Abk. von bad manners „schlechte Manieren“) Bezeichnet das unsportliche Verhalten eines Spielers, wenn sich dieser zum Beispiel nach einer verlorenen Partie über einen Vorteil des Gegners durch fehlende Ausgeglichenheit des Spiels beschwert. Oft werden noch Beleidigungen hinzugefügt, anstatt die Fehler in den eigenen Reihen zu suchen. Wird in Chats oft auch als „bis morgen“ verwendet.
BND 
Abkürzung für „Bündnis“.
BO, build order 
(englisch: „Baufolge“) Wird vorwiegend in Echtzeit-Strategiespielen verwendet und bezeichnet die Reihenfolge, in der ein Spieler Gebäude und Einheiten erstellt sowie möglicherweise Forschung betreibt. Zumeist ist die Baufolge bei Spielbeginn gemeint, da sie einen maßgeblichen Einfluss auf die angestrebte Strategie hat und oft auch an knappe Startressourcen gebunden ist.
Bonjwa 
Meist nur in StarCraft genutzter Begriff, um einen Spieler zu beschreiben, welcher über einen langen Zeitraum die Szene des jeweiligen Spiels stark dominiert hat. Zu erkennen ist dies häufig an einem weit überdurchschnittlich guten Sieg/Niederlagen-Verhältnis und längeren Gewinnsträhnen. Der Begriff entspringt dem koreanischen Personalpronom bonjwa (본좌), eine hervorhebende Form des deutschen „ich“.
Boom, Boomen 
Als Boom (auch tech rush) wird in Echtzeit-Strategiespielen eine von drei Standard-Eröffnungsstrategien bezeichnet, die anderen beiden sind der Rush und das Turteln/Turtling. Das „Boomen“ konzentriert sich darauf, einen frühen wirtschaftlichen Vorteil zu erlangen, indem die anfänglichen Ressourcen hauptsächlich oder sogar ausschließlich in den Aufbau der Ressourcenproduktion (Wirtschaft) investiert werden. Die so gewonnenen zusätzlichen Ressourcenerträge werden anschließend zur Erforschung und Produktion von besseren Einheiten genutzt, um einen technisch unterlegenen Gegner zu steamrollen (zu überrennen, „plattzuwalzen“). Im Allgemeinen schlägt – gemäß dem Schere-Stein-Papier-Prinzip – die Boom-Strategie eine Turtle-Strategie, wird ihrerseits aber durch einen Rush geschlagen.
Boomer Shooter 
Begriff seit den späten 2010er Jahren für Ego-Shooter im Stil der 1990er Jahre bzw. mit Pixeloptik, die aber auf einem modernen technischen Gerüst basieren. Sie orientieren sich auch spieltechnischen an dem Vorbild der älteren Shooter, mit einem oft höheren Spieltempo. Der Begriff bezieht sich angeblich darauf, dass die erwachsenen Spieler der ersten Ego-Shooter in den 1990er Jahren Teil der Baby-Boomer-Generation gewesen seien.
Boon 
Noob rückwärts geschrieben, gleiche Bedeutung.
boosten 
(von engl. to boost „stärken/erhöhen“) Eine in den meisten Spielen illegale oder verachtete Methode, um sich in Ligen auf einfache Art in die oberen Plätze zu bringen. Dies geschieht in der Regel durch Unterstützung anderer Spieler, die sich in Spielen als bereitwilliges Opfer geben (siehe auch pushen).
In Rollenspielen wird der Begriff boosten für das gezielte Erhöhen eines bestimmten Fähigkeitswerts (skills) verwendet, so lässt sich zum Beispiel in manchen Rollenspielen durch wiederholtes Hüpfen die Bewegungsfähigkeit der Spielfigur erhöhen.
In Ego-Shootern ist damit häufig gemeint, dass zwei oder mehr Spieler sich verabreden, speziell geartete Kills aneinander durchzuführen, um dadurch vom Spiel gestellte Herausforderungen zu meistern und so schnell an viele XP zu kommen oder gewisse Freischaltungen für Waffen oder den Charakter zu erhalten.
Speziell in Counter-Strike: Global Offensive steht boosten aber auch für das Ducken von mindestens einem Mitspieler, um als Sprungbrett zu agieren, damit Verbündete auf erhöhte Punkte gelangen können.
Boss 
In Rollen- und Actionspielen ein Haupt- oder Endgegner.
Bot 
(von engl. robot „Roboter“) Eine computergesteuerte Spielfigur, die in Mehrspielerpartien menschliche Spieler ersetzen soll (vgl. NPC), allerdings kann ein Bot aber auch ein externes Programm sein, welches Aufgaben vom Spieler übernimmt, zum Beispiel das Aufsammeln von Gegenständen oder das Zielen. Siehe auch: Aimbot und Bot. Wird auch abwertend für menschliche Spieler verwendet, welche als spielerisch schlecht empfunden werden. Siehe auch: Noob
BrainAFK
(von engl. brain „Gehirn“ und engl. Abk. von away from keyboard „weg von der Tastatur“) Wird benutzt, wenn einem Spieler ein Fehler durch fehlende Konzentration oder Ablenkung unterläuft, er also mit dem „Gehirn“ „weg von der Tastatur“, ergo nicht beim Spiel ist.

Buff 
(von engl. buff „muskulös“) In Rollenspielen verwendeter Begriff, der eine vorübergehende Erhöhung der Eigenschaftswerte eines Charakters beschreibt. Ein typischer Buff verstärkt durch das Verbrauchen eines Gegenstandes oder Wirken eines Zaubers zum Beispiel den Rüstungsschutz eines Spielers. Aktionen, welche die Eigenschaften einer Spielfigur senken, nennt man Debuff.
Im Kontext der Spieleentwicklung bezeichnet ein Buff ein permanentes Erhöhen einer Eigenschaft der Spielmechanik. Buffs werden im Rahmen der Ausarbeitung der Spielmechanik oder während der Betatestphase durchgeführt. Auch nach der Auslieferung der Software können Buffs in einem Patch enthalten sein. Werden Werte verringert, so spricht man von einem Nerf.
Build – Skillung 
(englisch build „Aufbau“ und skill „Fähigkeit“) Begriff für Talentverteilung. In Rollenspielen bezeichnet man damit die Weise, wie ein Spieler seine Spielfigur im Rahmen seiner Klasse oder seines Berufes ausrichtet. Häufig ist es so geregelt, dass man beim Erreichen des nächsten Spieler-Niveaus (englisch „character level“) die Verbesserung seiner Fertigkeiten vorantreiben oder umverteilen kann. Bis zum Erreichen der höchsten Stufe („highest level“) bedarf es also einer guten und individuellen Planung, um die Fähigkeiten der Spielfigur optimal nutzen zu können. Siehe auch: Spec
bunny-hopper 
(englisch bunny „Häschen“ und hopper „Hüpfer“) Ein Spieler, der ständig hüpft und versucht, durch gutes Timing keinen einzigen Schritt zu laufen, wird bunny-hopper genannt. Dadurch steigt in einigen Spielen die Bewegungsgeschwindigkeit immer weiter an. Diese Art der Fortbewegung funktioniert prinzipiell in allen auf der Quake-Engine basierenden Spielen und ist ein essentielles Spielelement von Quake III Arena. Spätere Spiele wie Painkiller oder Warsow übernahmen diese Fortbewegungsmöglichkeit.
In anderen Spielen bezeichnet das bunny-hopping eine Mischung aus ducken, aufstehen und springen, um die Gefahr zu verringern, getroffen zu werden.
In einigen Spielen ist dies missliebig und auf den meisten Servern sogar verboten oder wurde per Patch entfernt, zum Beispiel bei Battlefield 2.
button mashing 
(englisch button „Knopf“ und to mash „zerdrücken“) Button mashing steht für das zumeist wilde, ziellose und systemfreie zufällige Betätigen fast aller verfügbaren oder in einer bestimmten Spielsituation relevanten Aktionsknöpfe- oder tasten hintereinander oder gleichzeitig.

### C
Camper 
Abfällig für Spieler, die nahezu bewegungslos und lange an bestimmten Stellen auf potentielle Opfer lauern, häufig hinter Hindernissen versteckt. Sie werden als spielflusshemmend angesehen und sind verpönt, da das Spiel durch ihr langes Versteckspiel unnötig in die Länge gezogen wird. Speziell in Ego-Shootern ist diese Art zu Spielen unerwünscht, da sich in vielen Leveln lange, schwer einsehbare Gänge befinden, die von einem Camper einfach dominiert werden können. Manchmal wird das Campen mit der Bezeichnung tactical waiting (englisch „taktisches Warten“) entschuldigt.
Capture and Hold
Spielmodus, bei dem Spielerteams darum kämpfen die gegnerische Basis zu besetzen ohne selber besetzt zu werden.
Capture the Flag 
Spielmodus bei dem Spielerteams darum kämpfen sich gegenseitig Ihre Fahne zu stehlen und in die eigene Basis zu transportieren.
carebear 
(englisch für Glücksbärchi) Zum einen abwertend für einen Spieler, der lieber gegen computergesteuerte Gegner als gegen menschliche spielt, zum anderen ein Spieler, der sich um andere Spieler kümmert (bspw. weil diese unerfahren sind), dabei aber selbst weniger oder nicht aktiv mitspielt.
Carry 
(englisch to carry „tragen“) Spielercharakter der am Anfang einer Runde in meist DotA-ähnlichen Spielen (MOBA-Spielen) vom Team „getragen“ werden muss, um im Verlauf des Spiels sein volles Potenzial zu erreichen. Sobald er mit dem entsprechenden Core-Build ausgestattet ist, kann der Carry das gegnerische Team im Idealfall allein in Schach halten und sein Team bis zum Sieg „tragen“.
Wird auch bei Ego-Shootern verwendet, wenn eine Person ein ganzes Team zum Sieg „trägt“.
char 
Abkürzung für character bzw. Charakter, gemeint ist damit der Spielercharakter.
chatkill, typekill 
Bezeichnung für einen Frag, bei dem das Opfer gerade damit beschäftigt war, eine Chatnachricht zu verfassen, und deshalb aktionsunfähig war. Das Schreiben von in-game-Nachrichten wird in manchen Spielen zum Beispiel mit kleinen Sprechblasen angedeutet, so dass sofort zu sehen ist, dass das Ziel momentan keine Bedrohung darstellt.
Cheater 
(englisch für „Betrüger“) Ein Spieler, der Mittel einsetzt, die ihm gegenüber den Mitspielern (bzw. dem Computergegner) einen unfairen Vorteil verschaffen. Zu unterscheiden sind oft im Einzelspieler-Modus versteckte Cheats, die sich meistens durch bestimmte Tastenkombinationen oder Kommandozeilenbefehle aktivieren lassen, und die, die mit Hilfe von Programmen das Betrügen im Mehrspieler-Modus ermöglichen.
Cheese 
(englisch für „Käse“) Der Ausdruck kommt in Echtzeitstrategiespielen zum Tragen und bezeichnet den Versuch eines Spielers, mit einer unerwarteten Strategie den Gegner zu überraschen und das Spiel schnell für sich zu entscheiden. Ein Cheese kommt in der Regel zu Anfang eines Spiels zum Einsatz, beispielsweise durch übermäßige Produktion von Kampfeinheiten in einer frühen Phase (Rush) zu Lasten eines langfristig orientierten Ressourcenabbaus. Erkennt der Gegner einen Cheese und reagiert er richtig, dann ist der „Cheeser“ stark im Nachteil und das Spiel meist für ihn verloren.
chobo 
Das Wort stammt aus der koreanischen Sprache und beschreibt einen unerfahrenen Spieler. Das Gegenteil dazu ist gosu. In der Szene wird chobo, ebenso wie Noob, meistens abwertend verwendet.
Clan 
Mannschaft, Zusammenschluss von Spielern, alternativ auch Allianz oder Gilde. Siehe auch: E-Sport
Clanhopper (Jumper)
Ein Spieler, der innerhalb kurzer Zeit öfters sein Team bzw. seinen Clan wechselt. Solche Spieler sind bei Teams zumeist unbeliebt, da sie nicht treu sind. Als „Clanhopper“ bezeichnet zu werden senkt die Chancen, bei einem neuen Clan aufgenommen zu werden.
Clanwar 
Eine Spielrunde, in der mindestens zwei Clans gegeneinander antreten.
cleanup 
Das einfache Töten von einem oder mehreren Gegnern, die durch einen Kampf bereits geschwächt wurden.
Clipping 
Programmierung die sicherstellen soll, dass der Spieler innerhalb der physischen Grenzen der Spielwelt bleibt.
clutch 
(englisch „umklammern“ oder freier übersetzt „sich etwas krallen“). Ein in der Regel in Ego-Shootern benutzter Begriff der eine Situation beschreibt, in der der Spieler mehreren Gegnern (1v2, 1v3 usw.) gegenüber steht und aus der Situation als Sieger hervorgeht.
Oft im Zusammenhang mit dem Ausdruck „clutch or kick“ zu finden, welcher dem einzigen überlebenden Spieler des Teams androht, ihn aus dem Spiel zu werfen, wenn er die Situation nicht gewinnt.
cooldown, cd 
(englisch für „Abkühlung“ oder, freier übersetzt, für „Abklingzeit“) bezeichnet die Zeit, die nach Einsetzen einer Aktion vergehen muss, bis diese erneut eingesetzt werden kann. Meist in MMORPGs benutzt. Falls zwei oder mehrere Fähigkeiten eine gemeinsame Abklingzeit haben, spricht man von einem globalen cooldown (global-cd).
CORPG 
(engl. Abk. von Competitive Online Role-Playing Game) Ein Online-Rollenspiel, das auf den Kampf gegeneinander setzt. Der Begriff wurde von den Guild-Wars-Machern geprägt, die so ihr Spiel bezeichnen.
corpsehump 
(englisch corpse „Leiche“ und hump, ein vulgärer Ausdruck für Geschlechtsverkehr) Sich nach einem Frag auf der virtuellen Leiche des besiegten Gegners ducken und wieder aufstehen, um eine sexuelle Handlung anzudeuten. Siehe auch: Tea-bag
cp 
(engl. Abk. von competitive) Bezeichnung von professionellen wettbewerbsfähigen Online-Spielern oder allgemein der Clan-Szene eines Spiels, oft im E-Sports-Milieu.
crafting 
(englisch craft für „Handwerk“) Ist die Bezeichnung für die Verarbeitung von meist sammelbaren Rohstoffen, wie zum Beispiel Stöcken, Steinen, Pflanzen oder Erzen zu benutzbaren Gegenständen.
creepen 
(engl. creep „Kriecher/Fiesling“) Wurde als Begriff zuerst in Warcraft III: Reign of Chaos verwendet, da dieses Spiel als erstes Creeps d. h. neutrale (von keinem Spieler kontrollierte) Einheiten, aufführte, welche vom Spieler bekämpft werden konnten, um die Helden zu leveln, bzw. die von den toten Creeps hinterlassenen Gegenstände zu übernehmen.
Für jede getötete Einheit bekommen die Helden der Spieler je nach Fähigkeitsstufe („level“) des getöteten Creeps eine bestimmte Anzahl an Erfahrungspunkten, die wiederum benötigt werden, um den Helden auf eine höhere Stufe zu bringen. Außerdem bekommt der Spieler für jedes getötete Creep eine bestimmte Anzahl an Gold.
Davon abgeleitet wird der sogenannte Creep-Jack, (englisch to jack „überfallen“) eine Situation, in der ein anderer Spieler einen gerade „creependen“ Spieler überrascht und dieser plötzlich gegen zwei Gegner kämpfen muss, Creep-Jacks werden auch Ganker genannt.
Creepen steht vor allem neben „Crouchen“ und „Crawlen“ für das permanente Kriechen während einer Runde.
critical hit – crit 
(englisch für „kritischer Treffer“) Der Begriff wird normalerweise in Rollenspielen verwendet. Ein „kritischer Treffer“ bezeichnet einen Treffer, der mehr Schaden verursacht als üblich. In der Rollenspielumgebung kann dieses als Treffer eines empfindlichen Bereiches des Gegners angesehen werden. Meistens werden criticals durch einen bestimmten Prozentsatz, den eine Waffe oder eine Spielfigur innehat, berechnet, allerdings können auch andere Möglichkeiten, einen „kritischen Treffer“ zu erzielen, in Spielen vorhanden sein.
crowd control, cc 
(englisch für „Kontrolle über (Menschen-)massen“) Bezeichnet die in den meisten MMORPGs gebräuchliche Fähigkeit (zum Beispiel ein Zauber), mehrere Gegner aufzuhalten oder zu kontrollieren. Dies geschieht meistens, indem diese hypnotisiert, in Schlaf versetzt, oder am Boden festgehalten werden.
ctd 
(engl. Abk. von crash to desktop „Absturz zum Desktop“) Bezeichnet das ungewollte Beenden des Spiels zum vorher verwendeten Programm (generell die Benutzeroberfläche des Betriebssystems), verursacht durch das irrtümliche Drücken der Windows-Taste, Hintergrundanwendungen oder Spielfehler (Bugs).
CTF 
(engl. Abk. von Capture The Flag und steht für „Erobere die Flagge“) Ein Spielmodus, bei dem die gegnerische Flagge zur eigenen Basis gebracht werden muss.

### D
Damagedealer, dd 
(englisch damage „Schaden“ und im Kartenspiel dealer „Geber“, sinngemäß für „Schadenausteiler“) Bezeichnet chars, die primär auf das Verursachen von möglichst hohem Schaden gespecct wurden. Extreme Damagedealer, die nur wenige Treffer überleben könnten, sind auf die Mithilfe von Tanks angewiesen und werden darum auch als Glaskanone bezeichnet.
dc
(eng. Abk. von „disconnect“) Bezeichnet Situation, in welcher ein Spieler durch Verlust der Verbindung zum Server aus dem Spiel entfernt wird.
Deathmatch, DM 
(englisch death „Tod“ und match „Spielrunde“) Ein Spielmodus in Ego-Shootern, bei dem Spieler direkt nach ihrem Tod wiederbelebt werden und nicht auf das Ende einer Runde warten müssen, um wieder am Spiel teilnehmen zu können. Siehe auch: Team Deathmatch
debuff 
Ein in Rollenspielen verwendeter Begriff, der eine vorübergehende Verringerung der Eigenschaftswerte eines Charakters beschreibt. Ein debuff entsteht durch den Gebrauch von Gegenständen oder durch das Wirken von Zaubern von gegnerischen Spielern oder Nicht-Spieler-Charakteren auf den Spieler. Siehe auch: Buff
Default Win, defwin, default
(englisch to default „nicht antreten“ und win „Sieg“) Ein Begriff aus dem E-Sport und beschreibt den Sieg eines Clans, der ohne den eigentlichen Kampf zustande kam und infolgedessen X:0 ausging (wobei x ein Platzhalter der eigentlich zu spielenden Runden ist).
deffen, Deffer
(von engl. to defend „verteidigen“) Mit diesem Begriff werden zahlreiche unterschiedliche Arten des Verteidigens in Spielen umfasst. In rundenbasierten und in Echtzeit-Strategiespielen nennt man so die Praxis, seine Ausgaben vor allem in Anlagen und Einheiten zur Verteidigung zu investieren. In dreidimensionalen Welten, wie sie in First-, sowie Third-Person-Shootern und Rollenspielen vorkommen, bezieht man sich auf die aktive Verteidigung eines bestimmten virtuellen Gebietes oder Objektes.
Deffer bezeichnet einen Spieler der speziell auf Verteidigungsfähigkeiten oder -fertigkeiten skillt. In Raids sind diese Spieler wichtig, da sie den Schaden des starken Monsters „wegstecken“, während andere sicher angreifen. Dazu wird meistens ein bestimmtes Item benötigt oder bestimmte Fähigkeiten angewandt, die dafür sorgen, dass die Monster gerade denjenigen angreifen, der ein Deffer ist, denn in vielen Spielen greifen Monster, die aggro sind, denjenigen an, der am meisten Schaden macht. In einigen Spielen greifen sie den ersten an, der sie angreift. In (Ego-)Shootern ist damit meist gemeint, dass der Deffer eine letzte Reihe bildet, bevor der Feind die Basis („Base“) erobert oder (zum Beispiel in Crossfire, Escape Mode ) den Notausgang nimmt und dadurch die Runde für sich entscheidet.
Speziell „Deff“ wird in Ego-Shootern auch für Deckung verwendet, meist mit der Intention, dass ein Mitspieler diese aufsucht.
deleted 
(englisch für „gelöscht“) Dieses ist gleichzusetzen mit dem Wort rekt, denn es sagt aus, dass die Spielfigur eines Spielers in sehr kurzer Zeit enorm viel Schaden einstecken musste und letzten Endes daran gestorben ist.
disconnect, disco, dc/DC 
(englisch für „trennen“ bzw. „Verbindungsabbruch“) Bezeichnet die ungewollte Trennung der Netzwerkverbindung beispielsweise aufgrund eines Übertragungsfehlers im Netzwerkprotokoll (Paketverlust) oder die manuelle versehentliche oder absichtliche Trennung der Verbindung.
Die absichtliche Trennung der Netzwerkverbindung wird als ragequit (von engl. rage „Wut“ und quit „verlassen“) bezeichnet und vor allem genutzt, um einer drohenden Niederlage aus dem Wege zu gehen. Um dieses Verhalten zu verhindern, wird in vielen Spielen das „Ragequitten“ mit Punktabzug bestraft.
ditched 
(von engl. castle ditch „Burggraben“) Bedeutet, dass jemand keine Chance mehr auf den Sieg hat und nur noch versucht, durch Verschanzen die Niederlage hinauszuzögern. Allgemein als lame (Spielverderber) angesehen.
dive 
(englisch to dive zu Deutsch „eintauchen“) Es handelt sich um einen Vorgang der ausschließlich in dotA-ähnlichen Spielen möglich ist. Hierbei versucht man, seinen Gegner, der sich unter Einrichtungen bzw. Strukturen, wie zum Beispiel einem Turm, Schutz sucht, trotz seiner vermeintlichen Defensive zu töten. Meist initiiert man ein solches Kommando nur dann, wenn man sich sicher ist, dass diese Aktion erfolgreich ist.
dot 
(engl. Abk. von damage over time sinngemäß „Zeitschaden“) DoT findet unter anderem in Rollenspielen und Echtzeit-Strategiespielen Anwendung. Es bezeichnet eine Schadensart, die nicht sofort, sondern über einige Zeit hinweg in bestimmten Intervallen (zum Beispiel pro Sekunde, pro Tick) verursacht wird, wie beispielsweise bei Gift-, Brand- oder Blutungsschäden.
dps 
(engl. Abk. von damage per second „Schaden pro Sekunde“) Ein Wert, der sich aus Schaden und Angriffsgeschwindigkeit von Waffen oder Fähigkeiten in Computerspielen zusammensetzt. Er dient vor allem dazu, einen Vergleichswert für die Schadenswirkung von verschiedenen Waffen und Fähigkeiten zu schaffen.
Drop, droppen 
(englisch to drop „fallenlassen“) Bezeichnet in Spielen das Fallenlassen eines (Items). U. a. lassen in manchen Spielen besiegte Gegner Gegenstände („items“) fallen, die dann auch als Loot (englisch „Beute“) bezeichnet werden. In Strategiespielen bezeichnet Droppen bzw. Drop-Angriff eine Angriffstaktik, bei der Kampfeinheiten mit Hilfe von Transporteinheiten direkt in der Basis des Gegners abgesetzt werden (hier engl. für „absetzen“ oder „abwerfen“). Mit droppen kann aber auch das Sterben (Fallen) einer Spielfigur gemeint sein. Auch steht der Begriff für den Sprung einer Spielfigur von erhöhten Punkten, beispielsweise nach einem Boost.
Dropshot
(Kontraktion aus engl. to drop „fallenlassen“ und shot „Schuss“) Bezeichnet in Ego-Shootern das Hinlegen oder Ducken während des Schießens, um Gegnern ein kleineres Ziel zu bieten.
Duckjump 
Beschreibt einen Sprung, bei dem der Spieler eine geduckte Haltung einnimmt. Die Spielfigur zieht während des Sprungs die Beine ein und kann so auf Ebenen gelangen, die mit einem normalen Sprung unerreichbar wären. Diese Technik ist nicht in allen Spielen möglich. Spiele, die direkt oder indirekt auf der Quake-Engine basieren (auch Half-Life-Spiele), ermöglichen einen Duckjump.
Dungeon 
(englisch für „Kerker/Verlies“). Siehe: Dungeon (Rollenspiele)
Dupe, Dupen 
(englisch Ableitung von duplicate „Duplikat/duplizieren“) Bezeichnet das Klonen, also Duplizieren, eines virtuellen Gegenstands durch Hacks oder das Ausnutzen von Programmfehlern. Ein derart geklonter Gegenstand ist ein Dupe. Der Begriff wird fast ausschließlich in Rollenspielen, hier insbesondere in MMORPGs verwendet. Üblicherweise wird dieses Vorgehen zum Duplizieren von seltenen und damit wertvollen Gegenständen benutzt. Absichtliches Dupen gilt als Cheaten und kann bei Onlinespielen beispielsweise zur Sperrung des entsprechenden Spielerkontos führen.

### E
Early, Early Game
(englisch für „anfängliche Spielphase“) Bezeichnet vor allem in Echtzeit-Strategiespielen die anfängliche Spielphase direkt nach Spielbeginn, in welcher die Spieler ihre Stützpunkte sowie die Rohstoffproduktion auf- und ausbauen und einfache Einheiten erstellen können. Diese Spielphase hat maßgeblichen Einfluss auf die spätere Wettbewerbsfähigkeit eines Spielers, entsprechend konzentrieren sich viele Spielstrategien darauf. Die anschließende Spielphase wird Mid oder Mid Game genannt.
Economy, Eco 
(englisch für „Wirtschaft“) bezeichnet in Echtzeit-Strategiespielen den Abbau von Ressourcen, der die Grundlage für den Bau von Gebäuden oder Einheiten bildet. Ressourcen werden je nach Spiel durch Mineralien, Gas oder Erze dargestellt, die von meist unbewaffneten Arbeitern abgebaut werden müssen. Ressourcenvorkommen erschöpfen sich zudem, so dass der Spieler im Laufe des Spiels nach weiteren Vorkommen auf der Karte Ausschau halten und ggf. neue Basen bauen („exen“) muss. Nimmt die Economy eines Spielers Schaden (zum Beispiel durch den Verlust von Arbeitern oder zum Ressourcenabbau benötigten Gebäuden), dann ist seine Fähigkeit, neue Einheiten und Gebäude zu produzieren, eingeschränkt.
Economy Round – Eco Round – Eco
(englisch für „wirtschaftliche Runde“) Ist ein Taktikelement, beispielsweise eine Spielrunde, in der gespart wird, um in der nächsten Runde teurere Ausrüstung zu beschaffen. In Spielen, in denen am Anfang einer jeden Runde Waffen, Ausrüstung etc. gekauft werden kann, wird dieses oft benutzt, wenn wenig Geld zur Verfügung steht oder, um in der nächsten Spielrunde kollektiv wesentlich bessere Waffen und Gegenstände kaufen zu können. Das ist gerade dann von Bedeutung, wenn Items vom gegnerischen Team gestohlen werden können; man rüstet entweder das ganze Team gut aus oder niemanden – in letzterem Fall gibt es für den Gegner auch nicht viel zu stehlen. Zudem verhindert das auch den Fall, dass in der nächsten Runde wieder nur ein Teil des Teams ausrüsten kann, was die Chancen auf einen Sieg erhöht.
engagen, disengagen 
(englisch von to engage „angreifen“ oder „eingreifen“) Meint in verschiedenen Spielen, insb. aber MOBAs, den Beginn eines Kampfes, indem gezielt ein Angriff gegen einen oder mehrere Gegner überraschend und plötzlich eingeleitet oder einem solchen beigetreten wird. Das Gegenteil disengagen beschreibt das plötzliche und schnelle Zurückziehen aus einem Kampf, um keine weiteren Verluste zu riskieren.
Endgegner, Boss 
Ein Endgegner ist ein besonders starker und widerstandsfähiger Gegner, den der Spieler am Ende eines Spielabschnitts besiegen muss.
Vornehmlich in World of Warcraft auch (Boss) Encounter (englisch encounter „Begegnung/Gefecht“).
ep, exp, xp 
(engl. Abk. von experience bzw. experience points für „Erfahrung“ bzw. „Erfahrungspunkte“) Dienen vorwiegend in Rollenspielen dazu, die aktuelle Entwicklung des Charakters zwischen einzelnen Erfahrungsstufen deutlicher abzugrenzen. Siehe auch: leveln
Equip, EQ 
(engl. Abk. für equipment „Ausrüstung“) Bezeichnet die gesamte Ausrüstung eines Spielers, beispielsweise Waffen, Munition, Rüstung, magische Gegenstände oder andere kampfrelevante Gegenstände („items“).
exe – exen 
(engl. Abk. expansion „Expansion/Erweiterung“) Wird vorwiegend in Echtzeitstrategiespielen verwendet und bezeichnet das Sichern weiterer Ressourcenquellen durch Sekundärbasen oder Außenposten, um sich so langfristig einen ökonomischen Vorteil zu verschaffen. Wenn dies sehr früh nach Spielbeginn geschieht, spricht man von einer fast expansion (speziell in StarCraft II). Der am schnellsten erreichbare und logische erste Erweiterungspunkt wird als Natural bezeichnet.
extend 
(englisch für „erweitern“) Das Erhöhen des Zeitlimits eines Levels, um diesen noch länger spielen zu können.
EZ 
EZ oder auch izi sind Abkürzungen des englischen Wortes easy, auf Deutsch „einfach“. Im Spielchat wird EZ oft verwendet, um auszudrücken, wie einfach die Gegner zu besiegen waren. Deshalb kann EZ auch als Beleidigung angesehen werden. EZ wird auch in Usernames verwendet, weil er ausdrücken soll, das man das Spiel leicht findet.

### F
facial 
(englisch für „im Gesicht“) Synonym für einen genauen Kopfschuss, also einen besonders guten Treffer. Auch eine humoristische Anspielung an den in der Pornoindustrie gebräuchlichen Begriff.
farmen 
Farmen wird, vorzugsweise in Rollenspielen, die andauernde, routinierte und monotone Tätigkeit des Sammeln und Suchen bestimmter Gegenstände, Geld oder Erfahrung genannt.
In PvP-Spielen bezeichnet dieser Begriff auch Situationen, in denen ein Spieler einen anderen ohne nennenswerte Gegenwehr besiegen kann.
In Browserspielen spricht man dann vom Farmen, wenn ein Spieler über einen längeren Zeitraum regelmäßig einen anderen Spieler angreift und ausraubt.
Der Begriff tauchte in seiner jetzigen Bedeutung als erstes in Newsgroups zu Rogue-likes auf, wo er hauptsächlich das dauerhafte Töten von sich vermehrenden Monstern bezeichnete. Siehe auch Goldfarmer.
feeden 
(englisch von to feed „füttern“) Bezeichnet in Strategiespielen das Zahlen von „Tributen“ an einen verbündeten Spieler, um diesem die Möglichkeit zu geben, schnell bessere Technologien und Einheiten entwickeln und bauen zu können, um so einen Vorteil gegenüber dem Gegner zu erreichen (siehe auch pushen).
Ebenfalls als feeden bezeichnet wird das schlechte Spielen von Teammitgliedern, welches den Fortschritt des gegnerischen Teams begünstigt, zum Beispiel unnötiger Verlust von Einheiten, welcher den Gegnern Erfahrungspunkte und Gold verschafft.
ff 
(engl. Abk. von to forfeit „aufgeben“) Bezeichnet das Aufgeben einer Spielrunde oder kompletten Partie eines (meist online stattfindenden) Spiels. Wird vor allem in Strategiespielen (wie League of Legends) genutzt, da dort u. a. der Befehl /ff zur Aufgabe genutzt werden kann.
Alternativ kann „ff“ für „Friendly Fire“ stehen, also den Beschuss bzw. das Hinzufügen von Schaden durch Spieler des eigenen Teams. „ff“ wird oftmals aber auch (meist im Verbündeten-Chat) als „Fast Finish“ (englisch für „schnell fertig machen“) genutzt, um anzuweisen die Runde möglichst schnell zu beenden und andere Ziele (wie zum Beispiel das craften von Items) nicht länger zu verfolgen.
ffa, f4a 
(engl. Abk. von free for all „frei für alle“) Bezeichnet in Strategiespielen und Ego-Shootern den Spielmodus „jeder gegen jeden“ in dem keine direkte Teambildung gestattet ist.
In Rollenspielen teilt ein Spieler durch ffa mit, dass er auf den ihm zustehenden Drop verzichtet, den Gegenstand also jeder nehmen darf. Ebenfalls machen sich spontane Raids mit ffa bemerkbar, d. h. Spieler, die in so einen Raid aufgenommen werden, haben die gleichen Chancen auf spezielle Belohnungen (Loot) wie alle anderen Raidteilnehmer. Spezielle Punktesysteme wie zum Beispiel DKP werden dabei nicht angewandt.
Fgt 
(englisch vulg. faggot „Schwuchtel“) Auch als Kurzform Fag ist eine im Ego-Shooter Genre gebräuchliche Beleidigung, welche vorrangig für Griefer im eigenen Team oder vermutete Cheater im Gegnerteam verwendet wird. Besonders gebräuchlich in der Formulierung „1v1 me fag“ (englisch „1 gegen 1 Schwuchtel“/„Du gegen mich, Schwuchtel“), als Aufforderung zu einem eins-gegen-eins-Spiel, welche besonders im MLG-Bereich und CoD gebräuchlich ist.
flamen 
(englisch ugs. to flame „anmachen“) Bezeichnung für das Niedermachen eines Spielers, auf Grund von Frust oder dessen Fehlern.
flawless  (victory)
(englisch für „makellos“) Bezeichnung für einen „fehlerfreien“ Sieg einer Spielrunde in einem wettbewerbsorientierten Spiel (bspw. Beat-’em-up- oder Ego-Shooter-Spiele), in welcher der Spieler entweder keinen Schaden genommen hat (bspw. die „Flawless Victory“-Ansage von Mortal Kombat), oder aber nicht getötet wurde (variiert je nach Spiel und Genre).
FOV 
(engl. Abk. von Field of View „Blickfeld“) Bezeichnet alles, was sich innerhalb des Sichtbereiches befindet, meistens im Kontext der Ego-Shooter. Damit kann sowohl das Blickfeld der Spielfigur als auch der technische Blickwinkel der Engine selbst gemeint sein, das Blickfeld beträgt bei PC-Spielen üblicherweise 90°. In manchen Spielen kann das FoV angepasst werden. Mit einem großen FoV kann zwar mehr Spielfläche gesehen werden, dafür kann die Umgebung am Bildschirmrand als unnatürlich verzerrt wahrgenommen werden.
FoW 
(engl. Abk. von Fog of War „Nebel des Krieges“) Ein Konzept in Strategiespielen, das bereits seit deren Anfangszeit implementiert ist: Wenn Gebiete nicht mehr im Sichtbereich mindestens einer Einheit liegen, werden bereits erkundete Gebiete der Karte wieder teilweise unsichtbar. Innerhalb des Nebels sind die zuletzt bekannten Gebäude und das vorgegebene Terrain weiterhin erkennbar, aber keine gegnerischen Einheiten oder deren Bewegungen.
fps (frames per second) 
(engl. Abk. von frames per second „Bilder pro Sekunde“) Bezeichnet die Anzahl der Einzelbilder, die pro Sekunde angezeigt werden. Allerdings sagt dies nicht sonderlich viel über den flüssigen Bildablauf aus, weil beispielsweise 30 Bilder pro Sekunde nicht bedeuten, dass alle 1/30 s ein Einzelbild erscheint, sondern nur im Durchschnitt alle 33 1/3 ms ein Einzelbild erscheint. In einigen Spielen ist eine fps-Obergrenze implementiert, um nicht unnötige Bilder zu berechnen, die der Bildschirm sowieso nicht anzeigen oder das Auge nicht sehen kann. Damit soll verhindert werden, dass die Grafikkarte unnötig beansprucht wird. Siehe auch: Vertikale Synchronisation und Variable Refresh Rate
FPS (First-Person Shooter) 
(engl. Abk. von First-Person Shooter „Ego-Shooter“) Abkürzung für Computerspiele, die aus der Egoperspektive gespielt werden. Der Spieler bewegt sich dabei durch dreidimensionale Spielumgebungen, in denen er virtuelle Gegner bekämpft. Dies können Mitspieler oder computergesteuerte Gegner sein. Der Spieler kann dabei seine (zumeist menschenähnliche) Spielfigur frei bewegen, im Gegensatz zu Rail Shootern.
Frag 
Ein Frag bezeichnet in Ego-Shootern das virtuelle Töten eines Mitspielers, das eigene Ausscheiden wird als Death (englisch für Tod) bezeichnet. Frags werden wie Punkte behandelt und auf das Spielerkonto gutgeschrieben. Siehe Kill.
Fragdieb 
Ein Fragdieb tötet einen Gegner, der sich in einem Kampf mit einem anderen Spieler befindet. Er stiehlt dem überlebenden Spieler den Frag. Siehe auch: Killsteal
fraggen 
Bezeichnet entweder den Vorgang des Tötens selbst oder ersetzt bzw. verkürzt das Spielen des Ego-Shooters im eigentlichen Sinn. Die Frage: „Gehen wir fraggen?“ bedeutet etwa „Hast du Lust, ein bisschen (einen Ego-Shooter) zu spielen?“.
framerate drop – framedrop 
(englisch frame rate „Bildfrequenz“ und drop „Einbruch/Abnahme“) Bezeichnet einen Zustand, bei dem für einen Moment kein Bildwechsel stattfindet, also das Bild „einfriert“. In der Regel wird dies durch eine kurzzeitige Spitzenlast des Computers des Spielers ausgelöst, wodurch nicht genügend Ressourcen zur Verfügung stehen, um ein Bild zu erzeugen. Bei weniger leistungsfähigen Computern tritt dies oft beim Zusammentreffen vieler Spieler in Onlinespielen oder bei Spielen gegen viele von dem PC berechnete NPCs auf, was sich negativ auf das Ergebnis eines Kampfes auswirken kann und gerne als Begründung für fehlgeschlagene Kampfhandlungen verwendet wird.
Freekill 
Bezeichnet das gefahrlose Töten eines gegnerischen Spielers, beispielsweise, weil dieser Spieler schlechtes Equip hat oder afk ist.
freeze 
(englisch freeze „einfrieren“) Bezeichnet ein kurzzeitiges Anhalten des Spiels (Standbild).
Friendly Fire – ff 
(englisch für Befreundeter Beschuss) Bezeichnet den Beschuss von befreundeten Kräften und spielt vor allem in teambasierten Spielen eine Rolle. Klassischerweise ist „friendly Fire“ entweder aktiviert oder deaktiviert. Manche neuere Shooter bieten allerdings zusätzlich die Möglichkeit, den Eigenbeschuss auf einer prozentualen Skala zu relativieren, zum Beispiel mit 75 %, so verursachen Treffer auf das eigene Team nur 75 % des Schadens.
Dieses Feature verleiht vielen Spielen zwar mehr Realismus und verhindert ein unüberlegtes Handeln (zum Beispiel ziellos auf alle bewegten Objekte zu schießen), allerdings ermöglicht aktiviertes Friendly Fire den sogenannten Team Killern erst, ihre spielbehindernde Vorgehensweise durch Töten seiner Mitspieler in seinem eigenen Team auszuleben. Bei manchen Spielen ist es auch möglich, dass der verursachende Spieler selbst den FF-Schaden erleidet.
f2p 
Free-to-play (englisch für „kostenlos zu spielen“, alternative Schreibweisen: Free2Play, F2P) ist ein Geschäftsmodell in der Computerspielbranche. Es beschreibt Computerspiele, bei denen mindestens die grundlegenden Spielinhalte kostenlos genutzt werden können. Der Hersteller verdient an kostenpflichtigen Zusatzangeboten, die dem Spieler Vorteile gegenüber anderen Spielern verschaffen, das Spiel für den Spieler individualisieren oder vom Hersteller geschaltete Werbung entfernen. Populäre Beispiele hierfür sind League of Legends, Fortnite, oder Team Fortress 2.
fw 
(engl. Abk. von fun/friendly war „Spaß-/Freundschaftskrieg“) Zwei Clans spielen zum Spaß gegeneinander, d. h. das Ergebnis fließt in keine Liga, Ladder oder sonstige Wertung ein. Siehe auch: Clanwar

### G
Game Admin, GA | Game Master – GM 
(englisch für „Spieladministrator“ | „Spielmeister“) Bezeichnet einen Administrator im Spiel, auch op (Operator) genannt.
gh
(englisch für good half „gute Hälfte“) Wird häufig bei Shootern, wie zum Beispiel Counter-Strike, verwendet, um zur Halbzeit die anderen Mitspieler oder die Gegner für die „gute Hälfte“ (good half) zu loben beziehungsweise zu beglückwünschen.
ghosten 
(englisch für „geistern“ oder „herumgeistern“) bezeichnet einen unfairen Vorteil in Mehrspielerspielen, in welchen ein meist bereits eliminierter Spieler Auskunft über eine bestehende Runde ausgibt. Der eliminierte Spieler befindet sich währenddessen im sogenannten Zuschauermodus. Dabei teilt er beispielsweise Positionen von Gegnern einem anderen noch lebenden Spieler mit, welcher dadurch einen taktischen Vorteil ziehen kann. Häufiges Auftreten kommt vor allem in Spielen wie Minecraft vor.
gg 
(engl. Abk. von good game „gutes Spiel“) Stellt ein Lob bzw. einen Glückwunsch an die anderen Mitspieler dar. Für gewöhnlich wird gg am Ende eines Online-Matches als symbolischer Händedruck geschrieben. Die Abkürzung gga bedeutet good game all und schließt ausdrücklich die Leistung des gegnerischen Spielers oder Teams mit ein, insbesondere bei einer erlittenen Niederlage. Er drückt damit die Anerkennung seiner Niederlage aus. Zuerst vom Favoriten vor Spielende ausgesprochen, bedeutet es oft eine Aufforderung zur Kapitulation und wird somit als Beleidigung verstanden.
In einigen Ego-Shootern steht die Abkürzung auch für den Spielmodus GunGame (englisch „Waffenspiel“). In diesem wird die Waffe des Spielers durch dessen Level vorgegeben. Durch das Abschießen von Mitspielern wird dieses erhöht und bessere Ausrüstung vergeben; wer zuerst die höchste Stufe („maximum level“) erreicht, gewinnt. Die letzten Stufen zwingen dem Spieler für gewöhnlich anspruchsvolle oder ineffektive Waffen auf, um den Sieg zu erschweren und Mitspielern die Gelegenheit zum Aufholen zu bieten.
Gib – gibben
(engl. Abk. von giblets „Eingeweide/Innereien“) Ein Begriff für blutige Überreste einer Figur (zum Beispiel ein Stück Arm, Gedärm, Gehirn usw.). Der Begriff ist hauptsächlich im Ego-Shooter-Genre verbreitet, wo sich auch die Bezeichnung eines speziellen Spielmodus von diesem Begriff ableitet (siehe InstaGib). Analog hierzu existiert das Verb gibben, womit das gewaltsame, blutige Töten einer Spielfigur bezeichnet wird. Siehe auch: Gib (Computerspiel)
gimped 
(englisch für „geknebelt“) Bezeichnet jemanden, dessen Tastatureingabe keinen Einfluss auf den gesendeten Text im Chat hat oder dessen Text überhaupt nicht gesendet wird. Der gesendete Text des Spielers wird vom Administrator konfiguriert und bewirkt meistens, dass sich der Spieler selber beleidigt.
Als gimped werden auch einzelne Charaktere in Onlinerollenspielen bezeichnet, die entweder durch schlechte Ausrüstung oder schlechte Verteilung ihrer Fähigkeiten deutlich schwächer als andere Vertreter ihrer Klasse sind. Auf diese Weise werden u. a. auch Trunkenheit oder Sprachfremdheit simuliert.
gj 
(engl. Abk. von good job „gute Arbeit“) Wird in Onlinespielen häufig dazu verwendet, Mitspieler für ihre gute Spiel- oder Vorgehensweise, wie beispielsweise der Sieg gegen eine schwer zu besiegende, feindlichen Einheit, zu loben.
gl 
(engl. Abk. von good luck „viel Glück“) Wird geschrieben, um jemandem – beispielsweise vor einem Spiel – Glück zu wünschen. In manchen Ego-Shootern auch eine Abkürzung für grenade launcher (englisch „Granatwerfer“).
Glitch 
(englisch für „Panne/Störung“) Bezeichnet in Computerspielen kleine Fehler. Diese Fehler reichen von falsch dargestellter Grafik bis hin zu Effekten, die dem Spieler einen Vorteil verschaffen, der vom Entwickler so nicht beabsichtigt war. Beispiele sind Gegenstände, die sich zwar im Quelltext des Programms befinden, aber in der veröffentlichten Version nicht in den Spielverlauf integriert wurden, jedoch von der Spielfigur benutzt werden können, oder „glitches“, die es dem Spieler ermöglichen, Häuser zu betreten, die im Spiel lediglich als Zierde dienen sollten. Die Herkunft des englischen Begriffs liegt im deutschen glitschig über jiddisch „glitshen“ (etwa: ab- oder wegrutschen).
Glitching wird das Ausnutzen von Fehlern im Spiel genannt, wie etwa unter oder durch Objekte hindurchzuschießen, obwohl dies nicht vorgesehen ist, insbesondere bei Karten, die von Spielern und nicht von der Entwicklungsfirma erstellt wurden. Wiederholtes glitching führt je nach Betreiber des Servers, auf dem gespielt wird, oft zu einem Kick bzw. Bann des Spielers.
God Mode – Godmode 
(englisch für „Gott-Modus“) Wird üblicherweise als Bezeichnung für eine spezielle Gruppe von Cheats, welche den Spieler unverwundbar machen, benutzt. Ein bekanntes Beispiel für einen solchen Cheatcode stellt „IDDQD“ aus dem Spiel Doom dar, der mittlerweile auf diversen Merchandise- oder Scherzartikeln verwendet wird. Die Frage Hast du God Mode an? wird mehr oder weniger scherzhaft verwendet, wenn ein Spieler plötzlich deutlich über seinem eigentlichen Niveau spielt, also etwa durch Glück auffällig viele Erfolge in kurzer Zeit verbuchen kann und so an einen Spieler im Gott-Modus erinnert.
Gosu 
(koreanisch für „hohe Hand“) Wird verwendet, um Personen mit herausragenden Fähigkeiten, überwiegend aus dem Kampfsport, zu bezeichnen. Das koreanische Wort setzt sich zusammen aus: Go (für hoch/weit, oben/über jmd.) und Su (für eine Person). In den Bereich der Computerspiele ist der Begriff wahrscheinlich über das Echtzeitstrategiespiel StarCraft gekommen. Auch hält sich hartnäckig das Gerücht, dass der Begriff als Akronym für „God Of StarCraft Universe/Units“ entstanden sei, was aufgrund des Vorkommens im koreanischen Sprachgebrauch jedoch unwahrscheinlich ist. Gerade dieses Missverständnis könnte aber das Wort erst so bekannt gemacht haben. Das Gegenteil von Gosu ist Chobo.
Griefer 
(englisch grief „Gram/Kummer“) Findet vor allem in Online-Rollenspielen Verwendung und bezeichnet einen Spieler, der jede Gelegenheit nutzt, um einem anderen Mitspieler das Leben schwer zu machen. Dieses kann durch einfache Belästigung, aber auch durch Bestehlen oder mehrfaches Töten der Spielfigur des Opfers geschehen (Siehe auch: Player Killer und Teamkilling), oft auch unter Ausnutzung von Bugs oder Cheats. Davon abgeleitet wird 'Griefen' als die Tätigkeit eines Griefers.
grinden 
(englisch to grind „schleifen“) Eine Methode, seine Spielfigur auf eine höhere Stufe aufsteigen zu lassen, die in den meisten Rollenspielen Verwendung findet. Hierbei werden über einen längeren Zeitraum Gegner, zumeist desselben Typs, besiegt, um Erfahrungspunkte zu erlangen. Im Gegensatz zum Farmen ist das Grinden auf eine möglichst hohe Erfahrungspunktausbeute konzentriert und kann sich eventuell durch die Spielmechanik gegeneinander ausschließen, ist aber zumeist als Nebenwirkung beim Grinden anzutreffen.
Es kann allerdings auch ein besonders mühsamer Aufstieg gemeint sein, bei dem man sich durch ein Gebiet bzw. eine Karte „durchbeißt“, das besonders zäh ist oder sehr lange dauert und keine besonderen Vorteile bringt, zum Beispiel durch unterlegene Fähigkeiten oder geringe Erfahrungseinfuhr im Vergleich mit ähnlich starken Einheiten o. Ä., um im Level danach eine bessere Einheit zu besitzen oder bessere Vorteile zu genießen.
gw 
Abkürzung von „Glückwunsch“ oder good work (englisch „gute Arbeit“), um nach einer (gemeinsamen) Leistung Anerkennung auszudrücken.
gratz, graz, grz, gz 
(englisch für congratulations „Glückwunsch“, endend auf „z“ durch die Leetspeak-Schreibweise congratulationz) Wird benutzt, um jemandem – manchmal ironisch – zu einem Erfolg zu gratulieren.

### H
harass, harassen 
(englisch to harass für „belästigen“, „bedrängen“) Bezeichnet in Echtzeit-Strategiespielen eine Taktik, bei der ein Spieler versucht, seinen Gegner möglichst frühzeitig und wiederholt mit einigen Einheiten zu stören. Im Gegensatz zu einem Rush, der einen möglichst verheerenden oder gar vernichtenden Schlag zum Ziel hat, sollen diese Störangriffe den Gegner nur „aus dem Konzept“ bringen und zum Reagieren zwingen, ihn so mitunter auch von Angriffen seinerseits abhalten.
HC 
Abkürzung für Hardcore, beschreibt in vielen Action-Rollenspielen einen riskanteren Spielmodus, in welchem die Spielfigur nur ein Leben hat und ein Respawn nicht möglich ist. Oft gibt es für Hardcore-Charaktere eigene Ranglisten sowie zuweilen auch besondere Spielbedingungen oder gar Vorteile.
Abkürzung für High Council (englisch „Hoher Rat“), beschreibt die Leiter einer Allianz.
Abkürzung für heroic (englisch „heroisch“), beschreibt in Massively Multiplayer Online Role-Playing Games den meist höchsten und schwersten Schwierigkeitsgrad in Dungeons und Raids.
Head-Glitcher
Bezeichnet abwertend Ego-Shooter-Spieler, die so in Deckung gehen, dass nur der Kopf ihrer Spielfigur bzw. ein Teil dessen zu sehen ist. Dies wird durch die Spielmechanik begünstigt, welche Schüsse aus dem Zentrum des Blickfeldes der Spielfigur (dem Kopf) abgibt, um das Zielen zu vereinfachen.
headshot – headie – header 
(englisch für „Kopfschuss“) Ein Schuss in den Kopf, der in vielen Spielen einen sofortigen Tod der getroffenen Spielfigur zur Folge hat. Wird auch als headie oder header abgekürzt.
heal – healing 
(englisch für „Heilung“) Allgemeine Bezeichnung für alle Gegenstände („items“) und Möglichkeiten, die ein Spieler in einem Spiel hat, um sich zu heilen. Als „heal“ oder „healing“ bezeichnet werden beispielsweise Verbandkästen, bestimmte Nahrungsmittel, Tränke, Adrenalinspritzen oder magische Gegenstände. Heilung kann in Multi-Player-Games auch durch andere Spieler erfolgen.
hf 
(engl. Abk. von have fun „hab/habt Spaß“) Wird vor einer Spielrunde dem Gegner gewünscht. Häufig auch als „gl hf“ („Good luck, have fun.“) oder „HFGL“ („Have fun, good luck.“) verwendet.
Hitbox 
Trefferbereich in Ego-Shootern und in Beat ’em up. Siehe auch: Hitbox
Hitmarker 
Als Hitmarker bezeichnet man die Markierung, die dem Spieler vorzugsweise in Ego-Shootern einen Treffer am Gegner suggerieren sollen, entweder durch eine grafische Darstellung oder ein akustisches Signal. Man spricht häufig bei Scharfschützen von Hitmarkern, wenn ein Treffer, der normalerweise tödlich wäre, nur einen Hitmarker verursacht.
Hit’n’run 
(englisch für „Treffen und Abhauen“) Ein oder mehrere Spieler mit hoher Reichweite oder Geschwindigkeit feuern eine Salve Kugeln, Pfeile o. Ä. ab und nehmen dann die Beine in die Hand, so dass der angegriffene Spieler mit weniger oder ohne Reichweite keine Chance auf einen Gegentreffer hat.
hot 
(engl. Abk. von heal over time „Heilen über einen Zeitraum“) Bezeichnet in MMORPGs und Action-Rollenspielen eine Heilwirkung, die über eine längere Zeitspanne kontinuierlich Lebenspunkte wiederherstellt.
hp 
Englische Abk. von hit points („Trefferpunkte“) oder health points („Gesundheitspunkte“).
hs – hard-scope 
(englisch hard-scope „feste Vergrößerung“) Bezeichnet vornehmlich in der Call-of-Duty-Spieleserie das Snipen mit über längere Zeit aktiviertem Zielfernrohr. Von quick-scopern abfällig verwendet, da es ihrer Meinung nach von verminderter Reaktionsfähigkeit zeugt. Von no-scopern abfällig verwendet, da es ihrer Meinung nach durch das fehlende Element des korrekten Timings von mangelndem Skill zeugt.

### I
ig 
(engl. Abk. von ingame „im Spiel“) Steht unter anderem auch für ignorieren, man teilt seinem Mitspieler meistens mit /ig mit, dass man ihn ignoriert.
ign 
(engl. Abk. von ingame name „Name im Spiel“) Steht, wie die Bedeutung schon verrät, für den Benutzername im Spiel selbst.
imba 
(engl. Abk. von imbalanced „unausgeglichen/unausgewogen“) Steht für ein unausgeglichenes Spiel. Entweder ist gemeint, dass die Teams sehr einseitig besetzt sind, oder es bedeutet, dass das Spiel von seinen Entwicklern schlecht ausbalanciert wurde, wenn etwa in einem Strategiespiel eine Fraktion insgesamt gesehen signifikant stärker ist als alle anderen Fraktionen, gilt sie als imba.
In manchen Rollenspielen wird imba auch für Figuren benutzt, die anderen überlegen sind, in diesem Fall ist der Begriff jedoch eher positiv besetzt und ist oft ein Ausdruck der Bewunderung (frz. imbattable „unschlagbar“).
Des Weiteren kann mit imba auch ein Gegenstand bezeichnet werden, der dem Besitzer unausgewogen starke Vorteile verleiht und dessen Benutzung unter Umständen fast schon unfair ist. Diese Items sind oft extrem selten und haben Eigenschaften, die kein vergleichbares Item bieten kann. Sind solche Items nur durch Kauf mit reellem Geld in Free-to-play-Onlinespielen verfügbar, werden diese als pay-to-win (englisch „bezahle, um zu gewinnen“) bezeichnet.
immersive sim
(englisch für Immersive Simulation) Bezeichnung für Computerspiele, die großen Wert auf die Immersion legen, das Eintauchen des Spielers in die virtuelle Spielewelt. Immersive Simulationen bieten dem Spieler größere Freiheit und mehrere Möglichkeit, Herausforderungen auf unterschiedliche Art zu meistern, wobei das Spielsystem in der Regel auf die Aktionen des Spielers reagiert.
inc 
(engl. Abk. von incoming „an-/hereinkommend“) Wird verwendet, um Mitspieler des eigenen Teams zu warnen, dass sich die gegnerische Mannschaft der Basis nähert bzw. dort bald eintreffen wird. In MMORPGs wird damit auch auf computergesteuerte Gegner hingewiesen, die dem Kampfgeschehen in Kürze beitreten werden (zum Beispiel eine Patrouille). Wird häufig mit der Anzahl der eintreffenden Gegnern kombiniert (zum Beispiel: 3inc).
ingame 
(englisch für „im Spiel“) Hebt Tätigkeiten und Nachrichten als innerhalb des Spiels vor. Zum Beispiel jemandem ingame eine Nachricht zukommen lassen, anstatt ihn per Telefon anzurufen. Geläufige Kurzform auch ig.
inv 
(engl. Abk. von inventory „Inventar“) Steht für den Platz, an dem Items gelagert werden. Hat jemand beispielsweise ein „volles inv“, so besitzt er keinen weiteren Platz mehr, um zusätzliche Items aufzunehmen.
(engl. Abk. von invite „einladen“) In MMORPGs wird diese Abkürzung dazu verwendet, anderen Mitspielern zu signalisieren, dass man in eine Gruppe eingeladen werden möchte bzw. nun bereit ist, um in eine Gruppe eingeladen zu werden, zum Beispiel wenn man zuvor noch einer anderen Gruppe angehört hatte und diese nun verlassen hat. Typischerweise wird dies nur durch „inv“ ausgedrückt. Befindet sich hinter der Abkürzung „inv“ noch ein Name eines anderen Mitstreiters, bedeutet dies, dass derjenige möchte, dass der Charakter mit besagtem Namen in die Gruppe eingeladen werden soll. Der Hintergrund besteht darin, dass in vielen MMORPGs nur der Gruppenanführer, zumeist derjenige der die Gruppierung erstellt hat, die Berechtigung dazu besitzt, der Gruppe weitere Mitglieder hinzuzufügen bzw. weitere einzuladen.
invade 
(englisch für „einmarschieren“) Hier versucht das Team unentdeckt in gegnerisches Territorium vorzudringen, ohne dass dieser etwas bemerkt. Das Ziel ist es, unvorbereitete Feinde auf ihrem Weg abzufangen und zu attackieren oder um wichtige Objekte einzunehmen bzw. zu klauen.
IRC 
(engl. Abk. von Internet Relay Chat) IRC ist eine Kommunikationssoftware, die gerne in Browserspielen verwendet wird. In einzelnen Räumen finden sich mehrere Leute zusammen, um schriftlich miteinander zu kommunizieren. In Spielen benutzt man die Räume, damit sich Allianzen und Metas untereinander verständigen können.
Item 
(englisch für „Gegenstand“) Bezeichnet einen sammelbaren Gegenstand in Computerspielen, der zumeist auch von der Spielfigur benutzt werden kann. Im Allgemeinen hat die Verwendung eines Items eine positive Auswirkung. Der Begriff wird insbesondere im Genre der Computer-Rollenspiele verwendet.

### J
Jitter 
(englisch für „zittern“) Bezeichnet eine Klicktechnik, bei der die Hand verkrampft wird.
jk 
(Englisch für „nur Spaß“) Stellt klar, dass die vorherige Aussage nicht ernst gemeint war.
JRPG 
(Abkürzung für „Japanese Role Play Game“) Subgenre des RPG, bestehend aus Spielen japanischen Ursprungs. Das Genre wird nicht strikt nach der Herkunft der Entwickler abgegrenzt, sondern nach spezifischen Merkmalen, wie Anime/Manga-ähnlicher Optik, Fokus auf lineares Storytelling und atmosphärischer Darstellung sowie Soundtrack. Somit werden nicht alle RPGs japanischer Entwickler auch als JRPG angesehen.

### K
Kappa 
Diese Bezeichnung steht für ein Emoticon auf der Streaming-Plattform Twitch und die bildliche oder wörtliche Darstellung zeichnet den zuvor stehenden Satz als „sarkastisch gemeint“ aus. Demnach bedeutet die Abkürzung Kappa, einen Ausspruch nicht allzu ernst zu nehmen.
KD 
Die KD, auch genannt Kills-Deaths ist bei Spielen wie zum Beispiel „Call of Duty“ die Anzeige für die Anzahl der Tötungen und der Tode bzw. das Verhältnis von den Kills und Deaths. Sie wird berechnet, indem man die Kills durch die Deaths teilt: 10/5=2. Im Beispiel würde der Schnitt dann 2 Kills, 1 Death sein. Oftmals ist diese Anzeige auch in Prozenten angegeben: 10/5=200%. Diese Art der Berechnung scheitert jedoch an der Tatsache, dass man ein Spiel auch ohne Tode abschließen kann, aber x/0 nicht berechenbar ist.
kick 
(englisch für „Tritt“) Verweis vom Server, meist wegen unfairer Spielweise, Beleidigung anderer Spieler oder ähnlicher Verstöße; sozusagen ein virtueller Platzverweis.
kickban 
Bei einem kickban wird der Spieler vom Server geworfen und gleichzeitig für eine bestimmte Zeit oder dauerhaft gesperrt. Siehe auch: ban
Kiddie 
Abwertender Begriff, welcher Spieler mit geringen Kenntnissen des Spiels oder von Spielen allgemein und niedrigen Alters (biologisch oder seelisch, im metaphorischen Sinne) beschreiben soll. Scriptkiddie soll User beschreiben, welche mit wenigen Fachkenntnissen Computerskripte bauen und/oder ausführen (auch außerhalb von Videospielen).
Killaura 
In der Minecraftszene geprägter Begriff für einen auf Nahkampfangriffe zugeschnittenen Aimbot. Sobald ein gültiges Ziel die vom Hack beobachtete Sphäre um den Spielercharakter betritt, wird es angegriffen und teilweise auch verfolgt.
Kill-Ratio 
Die Kill-Ratio bzw. Killratio (englisch kill ratio „Todesverhältnis“), auch Fragverhältnis, Kills per Death (KD, KPD „Abschüsse pro Tod“), Kill/Death-Ratio (KDR „Abschuss/Tod-Verhältnis“) bezeichnet in diversen Genres den Quotienten aus der Anzahl der eigenen Abschüsse (Kills bzw. Frags) und der Anzahl der eigenen Tode (Deaths). Bei 20 Abschüssen und 10 Toden wäre die Kill-Ratio beispielsweise 20:10 bzw. 2:1. Insbesondere im Deathmatch-Spielmodus gibt die Kill-Ratio einen Hinweis auf die Fähigkeiten eines Spielers.
KS, Kill-Steal, Kill-Rip 
Ein Spieler fügt einem Gegner tödlichen Schaden zu, obwohl ein dritter Spieler dem Gegner bereits sehr viel Schaden zugefügt hat, und nimmt diesem die Frag-Zurechnung weg. In manchen Rollenspielen bleibt dem Bestohlenen dann auch die Beute am Gegner verwehrt. Der Stehlende wird zuweilen als Fragdieb bezeichnet. Teilweise bezeichnet der Stehlende sein Tun auch ironisch als „kill secured“, also das Sicherstellen des Abschusses für das eigene Team, bevor sich der geschwächte Gegner möglicherweise doch noch zurückziehen kann. Siehe auch: Abstauber
kiten, Kiter 
Kiting (von englisch kite „Drachen“) ist eine Kampftechnik, bei der sich eine Spielerfigur, der „Kiter“, von einem oder mehreren langsameren Nicht-Spieler-Gegnern verfolgen lässt, um diese an eine bestimmte Stelle zu locken oder um sie einzeln beziehungsweise von außerhalb ihrer Angriffsreichweite bekämpfen zu können. Der Spieler „zieht“ die Gegner dabei wie einen Drachen an einer Schnur hinter sich her.
KoS 
(engl. Abk. von Kill on Sight „Töten bei Sichtkontakt“) Ein bestimmter (bekannter) Gegner bzw. Mitspieler wird sofort nach dessen Erkennen angegriffen und getötet. Ursache ist meistens eine Meinungsverschiedenheit zwischen den beiden Spielern, die häufig nichts mit dem eigentlichen Spielgeschehen zu tun hat. Wird übertrieben wiederholt als Racheakt verwendet. Da KoS meistens einseitig ist (Stärkerer Spieler gegen Schwächeren) muss fast immer ein Spieleleiter/Game Master eingreifen, um dem wiederholt getöteten Spieler ein Weiterspielen zu ermöglichen. Bei manchen MMORPGs hat das Ableben eines Spielers dauerhaft negative Auswirkungen auf seinen Status (Rangliste, Lebenspunkt, Skills), so dass KoS auch verwendet wird, um einen speziellen Spieler intensiv zu schwächen.
Krit, kriten/kritten 
Vorwiegend in Rollenspielen und MMORPGs verwendete Abkürzung für einen kritischen Treffer bei einem Angriff, der i. d. R. mehr Schaden verursacht, als ein normaler Angriff. Siehe auch: critical hit (crit)
kys
(engl. Abk. von kill yourself! „bring dich um!“). In Onlinespielen und Foren verwendete Abkürzung.

### L
l2p 
(engl. Abk. von learn to play „lerne zu spielen“) Beschreibt eine abwertende Haltung zum Spielverhalten des Angeschriebenen.
laddern 
(abgeleitet von engl. ladder „Rangliste“) Bezeichnung für das Hocharbeiten in einer Liga.
Kann auch das Aufeinandersetzen (hier von engl. ladder „Leiter“) von mehreren „Buffs“ bedeuten. Das heißt, man wirkt Buffs auf einen Charakter, um das Wirken von weiteren Buffs freizuschalten.
Lag – Lagger – Lagkill 
(englisch lag „Verzögerung“) Unterbrechungen im Spielfluss auf Grund technischer Probleme. Diese können Verbindungsfehler zwischen Server und Client oder auch mangelnde Systemleistung des Servers oder eines Clients zur Ursache haben. Bei Ego-Shootern tritt dadurch eine Verzögerung auf, die dem Spieler eine veraltete Spielsituation darstellt. Siehe auch: Lag
Lagger bezeichnet einen Spieler, der wegen seiner schlechten Internetverbindung oder Systemkonfiguration das Spiel zum Stocken bringt. Ist die schlechte Systemkonfiguration die Ursache, spricht man auch von FPS-Lags.
Lagkill bezeichnet das gefahrlose Töten eines Spielers, der durch Lags wehrlos ist. Ein Lagkill ist somit ein Freekill.
Lamer 
(englisch für „Trantüte“) Ein abwertender Begriff für jemanden, der zum Beispiel von der Community als nicht fair empfundene Taktiken anwendet wie zum Beispiel Campen, bewusstes Ausnutzen von Lag-Effekten, oder jemanden, der sich aufspielt, andere stört, sie als Cheater diffamiert, Abmachungen zwischen Spielern nicht einhält oder sich auf andere Weise unbeliebt macht. Generell also ein Spieler, der in irgendeiner Weise nervt und den anderen den Spaß am Spiel nimmt, ohne jedoch gegen fest vorgeschriebene Regeln zu verstoßen oder Cheats zu benutzen.
Lamer war bereits in den 1980er Jahren in der Computerszene gebräuchlich und unter Hackern ein Ausdruck für jemanden mit wenig Kenntnis in diesem Bereich, also jemanden, der beispielsweise nicht cracken oder programmieren konnte. Auch wurde ein polymorpher Bootblock-Virus Ende der 1980er Jahre „Lamer Exterminator“ genannt (Commodore Amiga).
Abseits der Computerspielszene wird der Ausdruck auch allgemeiner für Nutzer verwendet, die wenig oder keine Kenntnis bezüglich der Umgangsformen im Internet haben.
leaver 
(englisch to leave „verlassen“) Abwertend für einen Spieler, der ein Spiel vorzeitig verlässt.
leechen, Leecher 
(englisch leech „Blutegel“) Bezeichnung für Spieler, die nur rumstehen oder mitlaufen und davon profitieren, dass andere spielen. Beispielsweise sammelt jemand Erfahrung mit seiner Spielfigur dadurch, dass er einem anderen Spieler folgt, selber nichts oder sehr wenig macht und der andere die Gegner tötet. Meistens benutzt in MMORPGs.
Alternativ eine Fähigkeit des Spielercharakters, Gegnern Leben oder Magiepunkte abzusaugen.
Leeroy Jenkins 
Bezeichnung für einen Spieler, der in einem Rollenspiel durch unüberlegte oder dumme Aktionen die gesamte Gruppe gefährdet. Hat seinen Ursprung in einem populären World-of-Warcraft-Video.
Level 
(englisch für „Ebene“) Generell: Eine Spielebene, ein Schwierigkeitsgrad oder ein Spielabschnitt.
In Rollenspielen: das Wort für Erfahrungsstufe, siehe Stufe (Rollenspiel).
leveln 
Auch hochleveln. Gebräuchlicher Ausdruck für „seinen Spielercharakter auf höhere Level bringen“ in MMORPGs. In Aufbau-Strategiespielen kann sich „leveln“ auch auf Gebäude beziehen, die auf eine. höhere Stufe gebracht werden. Auch lvln abgekürzt.
lfg
(englisch looking for group) ein Spieler sucht in der PvP oder PvE ein Team und möchte im Idealfall angeschrieben und eingeladen werden.
lfm
(englisch looking for members) eine Gruppe sucht noch Spieler zur Verstärkung. Spieler können antworten und werden eingeladen.

LoF, Line of Fire 
(englisch Abk. von Line of Fire „Schusslinie“) Wird in Egoshootern verwendet, wenn ein Spieler durch sein eigenes Verschulden vom eigenen Team getroffen wird (siehe Friendly Fire), er also in die Schusslinie läuft. Einerseits als Entschuldigung vom schießenden Spieler in Form von „sry lof“ (Sorry, Line of Fire) oder nach der Entschuldigung durch den getroffenen Spieler, um zu signalisieren, dass er den Fehler bei sich sieht: „np lof“ (No problem, Line of Fire)
Loot 
(englisch für „Beute“) Vor allem in Rollenspielen gebräuchlicher Ausdruck für sämtliche Items, die von besiegten Gegnern hinterlassen werden oder Gegenstände, die in Truhen gefunden werden können.
looten 
Bezeichnet das Plündern der Leichen oder Truhen und das Aussortieren unwichtiger Items.
Looter 
(englisch für „Plünderer“) Bezeichnet in Onlinerollenspielen Spieler, die sich vorrangig auf das Sammeln von Beutestücken spezialisiert haben. Ein professioneller Looter versucht üblicherweise, die Beute vor dem rechtmäßigen Besitzer (derjenige, der einen Gegner getötet hat) zu erlangen, was aufgrund des unfairen Verhaltens mit Strafen geahndet werden kann. Siehe auch: Ninja Looter
Loot Shooter, Looter Shooter 
Untergruppe von First- oder Third-Person Shooter, deren Spielmechanik vor allem auf die Erbeutung besserer Waffen und Ausrüstungsgegenstände ausgelegt ist. Es handelt sich zumeist um Onlinespiele, die überwiegend in einer Open World angesiedelt sind.
Lore 
(englisch für „Überlieferung“) Der Begriff bezieht sich auf die Handlung (ob direkt in der Erzählung im Spiel oder indirekt durch einsehbare Texte etc.) sowie den Hintergrund von Charakteren und Gegenständen, faktisch das gesamte verfügbare Wissen in einer Spielewelt. Der Begriff stammt ursprünglich aus dem Rollenspielgenre. Die Lore ist hierbei zentraler Bestandteil des Worldbuildings in Spielen, die einen Schwerpunkt auf Handlung und Hintergrundgeschichte legen.
LoS, Line of Sight 
(englisch für „Sichtlinie“) Bezeichnet in Rollenspielen eine freie Sicht (d. h. ohne Spieler oder Gegenstände) auf ein Zielobjekt. In Strategiespielen ist jedoch die „Sichtweite“ einzelner Einheiten, d. h. ihre Fähigkeiten, den Fog of War aufdecken zu können, die mitunter sehr stark auseinandergehen können, gemeint.
Loser, L
Bezeichnet einen Spieler, der ein Spiel verloren hat (aus dem Englischen; „Verlierer“) oder schlecht gespielt hat. Die häufig verwendete Abkürzung (L) ist v. a. in Minecraft vorzufinden. Das eigentliche Wort gibt es allerdings schon länger, als Online-Spiele existieren.
Lowbird 
(englisch low „niedrig“ und bird „Vogel“) Abwertende Bezeichnung für einen Anfänger als „spielerischen Tiefflieger“, auch Lowbob.
Lowlife 
(englisch low „niedrig“ und life „Leben“) oder auch nur low bezeichnet geringe Lebensenergie eines Spielers. Ein Gegner, der „low“ ist, ist also ein einfaches Ziel.
Lowpinger 
Ursprünglich genutzt für Online-Spieler mit kurzen Ping-Antwortzeiten, wird der Begriff „Lowpinger“ heutzutage als universelles Schimpfwort für IT-DAUs genutzt.
Lowsense – Midsense – Highsense 
Diese Begriffe beschreiben den Spielstil beim Umgang mit der Computermaus. Highsenser stellen die Geschwindigkeit bzw. die Genauigkeit (von engl. sensitivity) der Maus hoch ein und können daher in Ego-Shootern sehr schnell reagieren. Lowsense-Spieler dagegen erhalten durch die gering eingestellte Geschwindigkeit der Maus eine höhere Treffergenauigkeit mit Präzisionswaffen.
Lowskiller 
(englisch low „niedrig“ und skill „Fähigkeit“) Bezeichnung für Spieler, die auch nach bereits ziemlich langer Spielzeit das Spiel nicht gut bis gar nicht beherrschen. Das Gegenteil von Highskiller.
LP – Let’s Play 
Abkürzung für Let’s Play (engl. „Lass uns spielen“/„Spielen wir“) oder Let’s Player. Let’s Player sind Computerspieler, die ihr Spiel als Video aufnehmen und es währenddessen kommentieren. Das Video wird dann auf eine Videoplattform wie YouTube hochgeladen.
Lucker 
(von engl. luck „Glück“) Abfällig für einen Spieler, dem man vorwirft, nicht durch spielerisches Können, sondern nur durch Glück zu gewinnen.
luren 
(engl. to lure „ködern, anlocken“) In Rollenspielen das Anlocken von Monstern zum Beispiel durch Anschießen, um sie zu einer Spielergruppe zu bringen (siehe auch pullen). Wird manchmal auch als sogenanntes „Totluren“ praktiziert, dabei lockt ein Spieler ein starkes Monster zu einer Gruppe schwächerer Spielercharaktere und lässt diese durch das Monster töten.
lv, lvl 
Oft verwendete Kurzform von Level.
lvlup! 
(englisch Abk. von Level Up! „Stufe rauf/Stufenaufstieg!“) Hinweis für Mitspieler, dass der eigene Charakter soeben eine neue Erfahrungsstufe erreicht hat. In Rollenspielen gebräuchlich, falls der Stufenaufstieg den Mitspielern nicht durch einen auffälligen Sound- oder Grafikeffekt angezeigt wird.

### M
Macromanagement 
„Verwaltung im Großen“, vorwiegend in Strategiespielen. Ein Spieler mit gutem Macromanagement versteht es trotz einer großen Anzahl von eigenen Einheiten, die oft noch über weite Teile des Spielfeldes verteilt sein können, stets den Überblick und die Kontrolle über deren Aktionen zu bewahren, diese optimal zu koordinieren und dabei vor allem das Ressourcenmanagement nicht zu vernachlässigen. Das Gegenstück zum Macromanagement ist das Micromanagement.
Map 
(englisch map „Landkarte“) Bezeichnet einen abgegrenzten Teil der Spielwelt mit allen zugehörigen Dingen (3D-Objekte, Texturen, Geräuschkulisse usw.). Eine Map bezeichnet prinzipiell dasselbe wie ein Level, in Shootern wird jedoch meist von „Maps“ gesprochen. Siehe auch: Karte (Computerspiele)
Maphack 
Als Maphack werden Programme bezeichnet, welche die normalerweise verborgene Map eines Spieles (insbesondere Echtzeit-Strategie) enthüllen. Da man durch das Benutzen dieser einen unfairen Vorteil erhält, werden sie als Cheats eingestuft.
messern 
Manchmal auch gemessert oder wegmessern. Bezeichnet das Ausschalten eines Spielers (in einem Ego-Shooter) mit Hilfe eines Messers. Dieses wird als besondere Leistung empfunden, weil der Angreifer bei einer Messerattacke der Feuerwaffe des Gegners ausgeliefert ist. Aufgrund der Popularität des Spieles Counter-Strike, bei dem jeder Spieler ein Messer als Standardausrüstung erhält, wird der Begriff oft als Synonym für das Fraggen mittels Nahkampfwaffen verwendet.
Meta 
Ein Wirtschafts- oder Militärbündnis zwischen mehreren Allianzen oder Clans. Meist in Onlinespielen vertreten, um sich gegen dominante Allianzen behaupten zu können oder solche zu bilden.
Wird ebenfalls meist in Multiplayer-Spielen als Abkürzung für Most effective tactic available, also die beste Kombination aus Charakteren und deren Fähigkeiten sowie dem Spielstil verstanden. Meist ist es nötig die META zu spielen, da diese Strategie alle anderen dominiert.
mezzen 
(englisch to mesmerize „hypnotisieren/bannen“) Bezeichnet das Außer-Gefecht-Setzen oder Schlafenlegen eines Gegners, insbesondere in MMORPGs.
Micromanagement 
„Verwaltung im Kleinen“, vorwiegend in Strategiespielen. Ein gutes Micromanagement befähigt den Spieler einige wenige Einheiten und deren spezielle Eigenheiten so optimal einzusetzen, dass er selbst bei zahlenmäßiger Unterlegenheit den Sieg davonträgt. Es ist das Gegenstück zum Macromanagement.
MMOG 
„Massively Multiplayer Online Game“, bezeichnet Onlinespiele, in denen viele Mitspieler sich eine Welt teilen und miteinander interagieren.
MMORPG 
„Massively Multiplayer Online Role-Playing Game“, bezeichnet Online-Rollenspiele, die einen eigenständigen Client benötigen.
MMR 
„Matchmaking Rating“, ist ein numerischer Wert, der einen Rang eines Spielers innerhalb des Elo-Systems definiert.
MOBA 
„Multiplayer Online Battle Arena“, bezeichnet Spiele, deren Spielprinzip dem von Defense of the Ancients ähnelt.
Mod 
Mod ist die Abkürzung für „Modifikation“ und bezeichnet einen Spielzusatz (vorrangig von Privatpersonen erstellt), der Originalspieldaten nutzt, aber nützliche Dinge hinzufügt – je mehr dabei an einem Spiel verändert wird, desto komplexer wird die Mod, bis man schließlich von einer Total Conversion spricht.
Alternativ ist Mod auch die Abkürzung für „Moderator“, der meist im Forum eines Onlinespiels tätig ist und es von Spam oder unerlaubten Beiträgen frei hält.
MOOR 
„Massively Open Online Racing“, bezeichnet Rennspiele, die das gleichzeitige Spielen vieler Spieler in einer Welt ermöglichen.
Multiaccount 
Bezeichnet vornehmlich in Browserspielen einen Spieler, der mehrere Nutzerkonten gleichzeitig betreibt. Da dies gegenüber anderen Spielern – die sich auf ein Konto beschränken – durch eine stark erhöhte Ressourcenproduktion oder militärische Schlagkraft einen unfairen Vorteil verschafft, wird es für gewöhnlich mit einem Ausschluss aus dem Spiel geahndet.
Multigaming-Clan 
Siehe Clan, allerdings mit dem Unterschied, dass dieser Spielerzusammenschluss verschiedene Computerspiele („Disziplinen“) bestreitet.
MVP 
Englische Abkürzung für „most valuable player“, zu deutsch „wertvollster Spieler“, beschreibt den besten Spieler in der Runde.

### N
n1 
Abkürzung für nice one (englisch „schönes Ding“). Ausdruck der Bewunderung gegenüber Aktionen von Mitspielern.
Nader, Nadespammer 
Gemeint ist ein Spieler, der mit Granaten, Nades (abk. von engl. grenade „Granate“), um sich schießt bzw. wirft.
Nap 
Allgemein ist Nap eine Ableitung von Newbie und das Backronym von „not a pro“ bzw. in Ego-Shootern auch „not aiming person“ oder „no aim player“.
In Browserspielen jedoch gebräuchliche Abkürzung für einen Nichtangriffspakt.
Natural, nat 
Der Begriff kommt in Strategiespielen zum Einsatz und betitelt die erste Sekundärbasis, welche „selbstverständlich“ (englisch natural) am nächstgelegenen Ressourcenpunkt errichtet wird. Oft wird es in Kombination mit der Abkürzung „exe“ (englisch expansion) verwendet. Der Begriff wurde durch die Spiele StarCraft und Warcraft geprägt.
Nerf 
Abschwächen einer bestimmten Fähigkeiten oder Einheit durch den Computerspiele-Entwickler, um eine bestehende Unausgeglichenheit zu korrigieren und Chancengleichheit wiederherzustellen – das Gegenteil davon ist Buff. Der Begriff geht vermutlich auf den amerikanischen Markennamen NERF zurück, der für kindersicher gestaltete Schaumstoffwaffen und Sportausrüstung bekannt ist.
Newbie 
Bezeichnung für einen Neueinsteiger bzw. einen unerfahrenen Spieler. Ist im Gegensatz zu Noob wertneutral oder deutet an, dass der Spieler zwar unerfahren sei, aber zumindest eine Lernwilligkeit zeigt.
Nicer Dicer, ND 
Ein von Minecraft-YouTubern geprägter Begriff, der im Anschluss an ein gut gelungenes Spiel als Kompliment an die Mitspieler und Gegner verwendet wird. Seinen Ursprung hat er in dem gleichnamigen Gemüseschneider von Genius.
Ninja Looter 
Ein Spieler, der beim Looten Gruppen- oder Raidabsprachen nicht einhält, sondern die Beute einfach aufnimmt und dann schnell aus der Gruppe verschwindet. Der Zusatz „Ninja“ soll hier auf eine diesen in Geschichten und Filmen oft zugesprochene Fähigkeit hinweisen: Nach erledigter Aufgabe zündet der Ninja eine Rauchbombe und verschwindet lautlos. Auch als Verb „ninjalooten“. Siehe auch: Looter
Noob 
Abfällige Bezeichnung für einen nicht lernwilligen bzw. ignoranten Neuling, wird aber auch als Beleidigung für erfahrene Spieler verwendet, die das Verhalten eines Neulings an den Tag legen oder schlichtweg Anfänger-Fehler machen. Der Begriff ist nicht zwangsläufig durch Newbie ersetzbar.
Noob-tube 
(englisch für „Noob-Röhre“) bezeichnet in Ego-Shootern verwendete Granatwerfer, welche selbst unerfahrenen Spielern das einfache Ausschalten von Gegnern ermöglichen. Siehe auch: Tube und imba
Noclip-Modus
Ein Cheat, der es Spielern ermöglicht, durch normalerweise undurchdringliche Objekte – Wände, Decken und Böden – zu gelangen, indem clipping deaktiviert wird.
no-scope 
(englisch für „ohne Zielfernrohr/Vergrößerung“) bezeichnet in Ego-Shootern das Schießen mit einem Scharfschützengewehr, ohne das Zielfernrohr zu aktivieren. Da es in vielen Spielen bei Nicht-Aktivierung des „scopes“ kein Fadenkreuz gibt, ist das Treffen von Gegnern deutlich schwieriger. Oftmals wenden Spieler einen „no-scope“ nur in Gefahrensituationen an, z. B. wenn ein Spieler mit Sniper-Waffe in einen Nahkampf gerät und kaum Zeit hat, um zu seiner Sekundärwaffe zu wechseln. Manchmal versuchen Spieler aber auch absichtlich, ohne das Zielfernrohr zu Schießen, um einen „Trickshot“ zu erzielen und Eindruck bei Verbündeten und Gegnern zu schinden. Siehe auch: hard-scope und quick-scope
np 
(engl. Abk. von no problem „kein Problem“) Wird als Antwort auf eine Entschuldigung verwendet.
NPC 
(engl. Abk. von Non Player Character „Nicht-Spieler-Figur“) Eine von der Künstlichen Intelligenz kontrollierte Spielfigur, die den Immersionsgrad des Spiels erhöhen soll. Siehe auch: Bot und Nicht-Spieler-Charakter
ns 
Abkürzung von nice shot! (englisch „schöner/guter Schuss!“).
Auch in Counter-Strike: Global Offensive wird „nice shot“ als voice line benutzt.
nt 
Abkürzung von nice time! (englisch „schöne Zeit!“) bzw. nice try! (englisch „guter Versuch!“).
Vor allem im Online-Rennspiel TrackMania verwendeter Ausdruck, der gegenüber einem Gegenspieler Bewunderung für dessen gefahrene Zeit ausdrücken soll. Es wird ausschließlich für Mit- oder Gegenspieler gebraucht und nicht in Bezug auf die eigene Leistung.
nvm 
(engl. Abk. von never mind „halb so wild“, auch: „egal“, „was soll’s“) Kann als Antwort auf die Entschuldigung eines anderen Spielers gebraucht werden (Synonym für np). Oder um das Selbst-Gesagte als unwichtig abzutun, z. B. aufgrund eines Missverständnisses. Bsp.: „Oh, ich dachte morgen wäre Sonntag, nvm.“ In diesem Zusammenhang ist es als Synonym für „egal“ gebraucht worden.

### O
onehit 
(englisch für „ein Schlag“) bzw. oneshot (englisch für „ein Schuss“) Bezeichnet einen Spieler, der nur noch so wenige Lebenspunkte hat, dass er mit einem Schlag bzw. Schuss getötet werden kann. Wird auch verwendet, wenn ein Spieler von einem übermächtigen Gegner mit einem Schlag/Schuss getötet wird.
omw 
(engl. Abk. von on my way „auf dem Weg“) Begriff, der in teambasierten Spielen verwendet wird, um zu verdeutlichen, dass man seinem Teammitglied zu Hilfe kommt.
ooc 
(engl. Abk. von out of character „nicht der Rolle entsprechend verhaltend“) Begriff, der in der Rollenspielszene dazu verwendet wird, um deutlich zu machen, dass das Gesagte nichts mit der Spielfigur und ihren Gedanken zu tun hat, also eine Ankündigung, dass man kurz seine Rolle im Rollenspiel verlässt. Bei Rollenspielen ist es in der Regel verpönt, Real-Life-Unterhaltungen zu führen; alles, was man sagt, soll stimmig zu der Figur und der Welt sein, in der man spielt, um die Spielatmosphäre aufrechtzuerhalten.
(engl. Abk. out of combat „nicht im Kampf“ bzw. „aus dem Kampf“). Eine in MMORPGs wie World of Warcraft gebräuchliche Abkürzung, die besagt, dass ein Spieler nicht in einen laufenden Kampf verwickelt ist. Seltener im Gebrauch: Das Gegenstück in combat (ic). Verwendungsbeispiele: „Bist du noch ooc?“ und „Ich lauf mal ooc, bevor ich hier sterbe.“
oom 
(engl. Abk. von out of mana „Mana aufgebraucht“) Diese Abkürzung wird in der Rollenspielszene verwendet, um zu verdeutlichen, dass der betreffende Spieler kein Mana mehr hat.
oop 
(englisch out of position „außerhalb der Position“) Wird verwendet, wenn sich eine Spielfigur außerhalb des Ortes aufhält, an dem sie sich eigentlich befinden sollte; häufig wenn sie sich zu nah am Gegner bzw. zu weit entfernt vom Rest des Teams befindet und deshalb stirbt.
overkill 
Einem Gegner wesentlich mehr Schaden zufügen, als es bräuchte, um ihn zu töten.
overpowered, op, ovp 
(englisch für „übermächtig“) Einheiten oder Ausrüstungsgegenstände, die in einem Spiel zu stark im Verhältnis zu den anderen ist, gelten als „overpowered“. Siehe auch: imba
own, owned, ownage 
(englisch to own „besitzen“) Lässt sich frei übersetzen mit dominieren, plattmachen oder deutlich stärker spielen. Owned entspricht etwa „Erwischt!“ oder „besiegt“. Ownage bezeichnet den konkreten Vorgang des ownens.  Wenn es beispielsweise einem Spieler gelingt, auf überwältigende Weise eine Übermacht zu besiegen, so nennt man dies Ownage. Der Spieler ownt also seine Gegner.
Gelegentlich nutzt man den Begriff auch zur Aufwertung eines Objekts, zum Beispiel „Dieses Spiel ownt!“
Auch als pwn, pwned und pwnage bezeichnet, diese Wörter entstanden durch Tippfehler.

### P
panic knife 
(englisch für „Panikmesser“) Bezeichnet in Ego-Shootern (speziell Call of Duty) eine reflexartige Reaktion auf einen Gegner im Nahkampf, bei der ein Spieler nicht schießt, sondern mit dem Messer zusticht.
panic shots 
(englisch für „Panikschüsse“) Sind in der Regel schnell abgefeuerte Schüsse, die reflexartig ohne genaues Zielen in Richtung eines Gegners abgefeuert werden.
packet loss 
(englisch für „Paketverlust“) Bezeichnet die fehlerhafte Übertragung von Daten über ein Netzwerk. Die dadurch kurzzeitig beeinträchtigte Synchronisation mit dem Spielserver hat für den betroffenen Spieler besonders in schnellen Spielen wie Ego-Shootern negative Auswirkungen. Siehe auch: Paketverlust
pay-to-win, ptw, p2w 
(englisch pay to win „bezahle, um zu gewinnen“) Bezeichnet abfällig Spiele, die gegen Bezahlung andernfalls nicht nutzbare oder schwer zu bekommende Elemente zur Verfügung stellen, die einen eindeutigen Vorteil gegenüber f2p-Spielern bieten. Der Ausdruck ist an Free-to-play angelehnt und wird häufig, aber nicht ausschließlich, für Free-to-play-Spiele mit entsprechenden Mechanismen verwendet.
pG, pro 
(engl. Abk. von professional gamer „professioneller Spieler“) Bezeichnet Computerspieler, die professionell E-Sport betreiben und u. a. von den Gewinnen auf LAN-Turnieren leben. Steht manchmal auch für power Gamer („Leistungsspieler“). Diese distanzieren sich von den „professional Gamern“ und spielen grundsätzlich, um Spaß zu haben und spielen viele verschiedene Spiele sehr oft, wogegen die „professional Gamer“ sich meist auf ein Spiel beschränken. In Rollenspielen ist „Powergamer“ hingegen eine eher abwertende Bezeichnung für jemanden, der ausschließlich an der Verbesserung der Fähigkeiten und Macht seiner Spielfigur interessiert ist, und das eigentliche Spielen des Charakters dabei vernachlässigt.
Player Killer, PK 
(englisch für „Spielermörder“) Bezeichnet Spieler, die an Stelle von NPCs lieber ihre menschlichen Mitstreiter töten. In teamorientierten Spielen, bei denen ausschließlich menschliche Spieler gegeneinander antreten, spricht man von einem Team Killer. Dieser beschränkt seine Vorgehensweise auf das Eliminieren eigener Teammitglieder. Siehe auch: Griefer
Plotstopper, plot stopper 
Bezeichnet einen gravierenden Bug in einem Computerspiel, der die Fortführung der Haupthandlung des Spiels (englisch: plot) beziehungsweise deren Abschluss verhindert. Zum Teil wird der Ausdruck auch für optionale Teile der Handlung verwendet, die keinen direkten Einfluss auf die Haupthandlung haben.
plvln 
(engl. Abk. von power leveln) In MMORPGs weit verbreiteter Ausdruck für das schnelle leveln eines Spielers durch höherstufige Spieler.
poke 
(englisch für hauen / stoßen) Ziel ist es beim poken Schaden am Feind anzurichten aus möglichst großer Distanz, so dass dieser nicht in der Lage ist, sich dagegen zu wehren. Bei dotA-ähnlichen Spielen sind dies meist bestimmte Fähigkeiten, die dafür ausgelegt sind, aus weiter Entfernung ausgespielt zu werden. Dementsprechend ist es die Aufgabe des Gegners, diesen Angriffen auszuweichen.
pot, potten 
Abkürzung von engl. potion „Trank“. Bezeichnet die in Hack and Slays und MMORPGs häufig verwendeten Tränke, vor allem Heil- oder Manatränke. Die hieraus gebildete deutsche Abwandlung potten bezeichnet entweder das massenweise Benutzen oder das Herstellen von Tränken und wird hauptsächlich in MMORPGs verwendet, in denen Zaubertränke einen großen Wirtschaftsfaktor darstellen.
powercreep 
(Englisch power - „Macht“/„Stärke“ und creep - „kriechen“)
Bezeichnet ein Phänomen in Spielen mit einer Vielzahl von spielbaren Charakteren. Durch stetiges Hinzufügen neuer Charaktere und Fähigkeiten durch die Entwickler, welche natürlich interessant und innovativ sein sollen, werden bereits existierende Charaktere von den neuen dominiert. Die Fähigkeiten der alten Charaktere können nicht mehr mit den Neuen mithalten. Dadurch ist es nötig, die alten Charaktere zu buffen, um sie mit den Stärkeren konkurrieren zu lassen. Dies führt in eine Spirale aus stets mächtigeren Helden und Fähigkeiten, wodurch das Spiel über lange Zeit immer komplexer wird. Meist ist Powercreep schädlich für ein Spiel, da neue Spieler von der Komplexität überwältigt werden und der Einstieg in das Spiel erschwert ist.
prediction shot 
(englisch „Vorahnungs-Schuss“) Bezeichnet einen intuitiv und ohne direktes Ziel abgefeuerten Schuss, der (eventuell sogar durch Wände und Türen) einen Gegner treffen soll. Beispielsweise ist es bei diversen Unreal Spielen eine übliche Taktik, den Raketenwerfer auch ohne konkretes Ziel mit Raketen aufzuladen. Ist der Ladevorgang abgeschlossen, müssen die Raketen abgefeuert werden, auch wenn sich inzwischen kein Gegner gezeigt hat. Der prediction shot dient nun dazu, die Raketen dahin zu schießen, wo mit der höchsten Wahrscheinlichkeit während der Flugzeit der Raketen doch noch ein Gegner auftauchen könnte. Häufige erfolgreiche prediction shots werden von Anfängern oft als Beweis eines Cheats aufgefasst, da sie sich nicht erklären können, woher der erfahrene Spieler vorher gewusst haben könnte, dass sie gleich zum Beispiel eine Deckung verlassen.
Prefire 
(englisch „vorheriges Schießen“) Bezeichnet Schießen mit automatischen Waffen, welches begonnen wird, bevor ein Gegner im Schussfeld ist. Wenn beispielsweise ein Spieler mit Prefire um eine Ecke geht, hat ein Gegner, der evtl. hinter der Ecke wartet, keine Zeit, um zuerst zu schießen.
proc, procc, proccen 
Wird hauptsächlich in MMORPGs und Action-Rollenspielen, seltener auch in anderen Spielen verwendet und bezeichnet allgemein das zufallsbasierte Auslösen („proccen“) eines Effekts. Derartige Effekte (entsprechend „procs“ oder „proccs“ genannt) finden sich unter anderem auf Waffen oder als Teil einer Fertigkeit, typischerweise mit Angabe einer prozentualen Chance: „22 % Chance, das Ziel zu vergiften.“ Der Ursprung des Ausdrucks ist unklar: Möglicherweise handelt es sich einfach um eine Abkürzung von procure (herbeiführen, erzielen), procedure oder process oder um ein Akronym aus programmed random occurrence, andere Quellen nennen den MUD CircleMUD (1993) als den Ursprung.
progressive camping 
(englisch für „gestaffeltes Campen“) Bezeichnet in teambasierten Ego-Shootern eine offensive Abart des Campens, bei der ein Spieler eine Mischung aus schnellen Vorstößen in gegnerische Territorien mit anschließendem Festsetzen (campen) an taktisch wichtigen Positionen betreibt.
Protter, protten 
(Abwandlung von engl. protect „schützen“) Bezeichnet in MMORPG Charakterklassen, die auf Schutz-Fähigkeiten „geskillt“ sind und somit andere Gruppenmitglieder beschützen. Manchmal werden auch Tanks als prot bezeichnet, da sie die Gruppe vor den Angriffen bzw. der Aggressivität der NPC-Gegner schützen, indem sie deren aggro auf sich selbst ziehen.
PTFO 
(englisch Abk. von Play The Fucking Objective „Spiel das verdammte (Missions-)Ziel!“) An einen Mitspieler gerichtete Aufforderung, sich auf die Erfüllung des aktuellen Spielziels zu konzentrieren, anstatt zum Beispiel ein möglichst gutes Todesverhältnis anzustreben.
pubben 
(von engl. public „öffentlich“) Bezeichnet das Spielen auf einem Public Server, also einem Server, der der Allgemeinheit zugänglich ist und kein Passwort o. ä. benötigt.
Pubber 
(von engl. public „öffentlich“) Bezeichnet abfällig Spieler, die keinem Clan o. ä. Spielervereinigung angehören, und schreibt diesen mangelnden Skill und Teamfähigkeit zu.
PUG 
(englisch Abk. von Pick up group „Zufallsgemeinschaft“) eine zufällig zusammengestellte Gruppe von Spielern.
pullen 
(englisch to pull „ziehen“) Bezeichnet das Heranlocken von Gegnern und wird in MMORPGs benutzt. Gute Puller sind meist Spieler, die Distanzwaffen nutzen und über eine gute Verteidigung verfügen. Beim Pullen ist sehr darauf zu achten, nicht zu viel aggro zu ziehen.
Kann auch das schnelle Mitschleifen von schwachen Spielern bzw. Spielfiguren durch Hochstufige bezeichnet. Dabei erledigen die Hochlevler die Arbeit, wie das Erlegen der Gegner, und der gezogene Spieler läuft nur mit. Dadurch erreicht er sehr viel schneller spätere Spielabschnitte und höhere Level.
In den Ego-Shootern Jedi Knight 2 sowie Jedi Academy werden Spieler als Puller beschimpft, welche übermäßig viel die Machtfähigkeit Pull nutzen, um den Gegner zu entwaffnen, in einen Abgrund zu ziehen oder auszubremsen. Diese Beleidigung wird häufig mit whore als Suffix kombiniert.
pushen 
(englisch to push „schieben/drücken“) Bezeichnet die Vorgehensweise, einen anderen Spieler in seiner Entwicklung zu helfen. Bei Rollenspielen werden vor allem schwächere Charaktere von stärkeren mit Ausrüstungsgegenständen und Ähnlichem versorgt. Viele Spiele bieten Schutzmechanismen an, zum Beispiel Mindestanforderungen für Ausrüstung bei RPGs. Bei manchen Spielen (insbesondere Browser-Spielen) stört diese Vorgehensweise allerdings die Spielmechanik empfindlich, da üblicherweise keinerlei Schutzmechanismen vorgesehen sind bzw. manche Spieler versuchen, sich selbst durch das Anlegen mehrerer Nutzerkonten zu pushen (siehe Multiaccount). In Strategiespielen werden schwächeren Spielern Ressourcen zugesteckt (siehe feeden).
Auch als Ausdruck für das Eindringen in die gegnerische Basis durch Angriffe oder durch das Bauen von Gebäuden wie Türmen oder Burgen. Des Weiteren wird der Begriff auch für das Zurückdrängen des gegnerischen Teams verwendet.
In Ego-Shootern ist damit häufig gemeint, dass ein Spieler unerreichbar hoch liegende Positionen (zum Beispiel ein Fenster) erreichen kann, indem er auf einen befreundeten Spieler springt, der sich dazu meist ducken muss.
In den Ego-Shootern Jedi Knight 2 sowie Jedi Academy werden Spieler als Pusher beschimpft, welche übermäßig viel die Machtfähigkeit Push nutzen, um den Gegner von sich fernzuhalten oder in einen Abgrund zu schubsen. Diese Beleidigung wird häufig mit whore als Suffix kombiniert.
PvE, PvM 
(engl. Abk. von Player versus Environment/Monster „Spieler gegen Umgebung/Monster“) Ein Spiel(modus) gegen NPCs.
PvP 
(engl. Abk. von Player versus Player „Spieler gegen Spieler“) Ein Duell zwischen menschlichen Spielern.
PvPvE 
(engl. Abk. von Player versus Player versus Environment für Spieler gegen Spieler gegen Umwelt) Das Zusammenkommen von PvP- und PvE-Elementen in einem einzigen Gebiet. Erstmals aufgetaucht in dem MMORPG Dark Age of Camelot, hier finden im selben Gebiet Kämpfe gegen die gegnerische Spielerfraktion und eine NPC-Fraktion statt. Steht oft in Verbindung mit RvR.

### Q
qs, quick-scope 
(englisch quick-scope „schnelle Vergrößerung“) Bezeichnet vornehmlich in der Call-of-Duty-Spieleserie das Snipen mit schneller Zielerfassung, d. h. der Spieler nimmt das Ziel wahr, aktiviert dann das Zielfernrohr, erfasst den Gegner und gibt gezielt den Schuss ab. Auf Spielkonsolen kann hierfür die spieleigene Zielhilfe missbraucht werden, welche stark verstärkt wird, wenn der Spielercharakter sich in Bewegung befindet und der Spieler das Zielfernrohr aktiviert. Da dieser Effekt bereits kurz nach der Aktivierung, jedoch vor dem eigentlichen Blick durch das Zielfernrohr in Kraft tritt, kann der Schuss ohne tatsächliche Nutzung des Zielfernrohrs abgegeben und die Verwendung des selbigen abgebrochen werden. Dies gewährt dem Spieler ein weiteres Blickfeld, welches bei gewöhnlicher Verwendung des Zielfernrohrs eingeschränkt würde. Siehe auch: hard-scope und no-scope
Quest 
(englisch für „Suche“) Der Begriff wird vorrangig in Rollenspielen verwendet und beschreibt kleinere Aufgaben, die der Spieler neben der Hauptgeschichte ausführen kann. „Quests“ beinhalten meistens die Suche nach einem bestimmten Gegenstand oder Charakter. Üblicherweise erhält der Spieler eine Belohnung für eine erfolgreich beendete „Quest“.
quitter 
(englisch to quit „beenden“) Ein Spieler, der ein laufendes Spiel gewollt oder ungewollt verlässt. Siehe auch: leaver

### R
rage quit, rage plug 
(englisch etwa „wütendes Verlassen“) Bezeichnet einen Spieler, welcher impulsiv eine Mehrspielerrunde verlässt, weil er aus seiner Sicht unglücklich bzw. unverdient verloren hat. Beim rage plug wird der Netzwerkstecker gezogen, sodass der Spieler durch einen Time Out das Spiel verlässt. Der Spieler ist sozusagen ein schlechter Verlierer.
Raid 
(englisch für „Raubzug“) Eine gemeinsame Plünderaktion mehrerer Spieler, vorrangig in MMORPGs.
Ziel eines Raids ist es, zum Beispiel einen übermächtigen Gegner zu besiegen, oder Aufgaben zu lösen, die für einzelne oder wenige Spieler kaum schaffbar sind.
Refrag, Refraggen
Wenn die Spielfigur von Spieler A gegen einen feindlichen Spieler B stirbt und ein Spieler C aus dem Team von Spieler A es schafft die Spielfigur von Spielers B zu töten, weil die Spielfigur von Spieler A gestorben ist, nennt man es refrag. Deswegen werden meistens bei rushs mehrere Spieler bevorzugt, wenn die erste Spielfigur stirbt, kann ein zweiter Spieler den refrag holen, da es für den Verteidigenden nicht möglich ist, auf mehrere Ziele zu schießen.
Reg, reggen 
(Abk. von „Regeneration/Regenerieren“) Findet meist in MMORPGs Verwendung, um anzugeben, dass der Spieler eine Pause benötigt, um Lebens- und Zauberenergie (zum Beispiel Mana) wieder aufzuladen. Als Verb findet sich auch seltener die Schreibweise regen.
rekt 
(englisch Umgangssprache für wrecked, was so viel wie „zerstört“ bedeutet) Wird ein Spieler durch besonders viel Schaden in sehr kurzer Zeit getötet, ohne auch nur ansatzweise darauf reagieren zu können, spricht man von rekt. Meist wird damit ein spektakulärer Kampf bzw. unvorhersehbarer Schaden verbunden.
Remaster, Remake 
Bezeichnung für eine modernisierte Fassung eines älteren Spiels. Das Remaster stellt nur eine technische Anpassung dar, wobei etwa Grafik, Sound und Steuerung überarbeitet und neueren Standards angepasst werden, um auf neueren Systemen zu laufen; Handlung, Aufbau und sonstige spielerische Inhalte werden hingegen nicht oder kaum angetastet. Dagegen stellt das Remake eine komplette technische und inhaltliche Neufassung (Story, Leveldesign, spielerische Inhalte etc.) eines älteren Spiels dar, wobei das Original eher als Orientierungshilfe dient.
res, Resi(s), Resistenzen 
Als Resistenz wird in Pen-&-Paper- und Computer-Rollenspielen die Widerstandsfähigkeit einer Figur (Spielercharakter, Monster etc.) gegen bestimmte Effekte (beispielsweise bestimmte Zauber, Schadensarten oder Gifte) bezeichnet.
In verschiedenen Strategiespielen steht die Abkürzung res auch für „Ressourcen“ (Materialien zum Bau von Gebäuden und Einheiten).
In Online-Rennspielen wird res als restart (englisch für „Wiederholen“) verwendet, wenn der Spieler die zeitlich begrenzte Runde noch einmal fahren möchte.
respawn 
(englisch für Wiedergeburt) Das Wiedererscheinen eines Gegners oder Mitspielers an einer bestimmten Stelle oder in einem bestimmten Gebiet nach dessen Ableben. Siehe auch: Spawnkill
Respec, Respeccen 
(von engl. specification „Spezifikation“) Bezeichnet die Änderung der Spielausrichtung eines Charakters in einem Rollenspiel durch Neuauswahl seiner Fertigkeiten.
ressen, rezzen, rez 
(von engl. resurrect „wiederbeleben“) Bezeichnet das Wiederbeleben eines Spielercharakters durch einen menschlichen Mitspieler.
revive – rev 
(von engl. revive „wiederbeleben“) Siehe: ressen
Real Life 
(Abk. RL, engl. für „wirkliches Leben“) Begriff für die Welt außerhalb des Spiels.
rigged, geriggt 
(englisch für manipuliert) Wird genutzt, um im Rahmen einer Spielsituation (oft scherzhaft) Manipulation des Spielverlaufs zu unterstellen. Findet häufiger in Situationen mit ungewöhnlich viel Glück oder Pech für einen Spieler Verwendung. Vergleichbar mit dem deutschen Term „abgekartet“. Siehe auch: RNG-God
rmk 
(englisch Abk. von remake „neu machen“) Verwendung in Echtzeitstrategiespielen, wenn ein Spiel erschaffen wird und man auf Mitspieler wartet, aber nicht genug zusammenkommen. Dann macht der Initiator der Partie mit einem „rmk“ darauf aufmerksam, dass er das Spiel beendet und neu initiieren wird. Wenn die Aufforderung „rmk“ nicht vom Initiator des Spiels kommt, wird dieser damit aufgefordert, das Spiel neu aufzusetzen. Es werden die bisher beigetretenen Spieler ermuntert, auch dem neuen Spiel beizutreten.
„rmk“ kann auch während des Spiels ausgesprochen werden. Das ist der Fall, wenn man gerne nochmals in der gleichen Konstellation gegeneinander spielen möchte, oder wenn kurz vor Spielbeginn ein Missstand festgestellt wird (der Verbündete hat das Spiel verlassen, falsche Rasse ausgewählt, falsche Karte, …).
rndm 
(englisch Abk. von random „Zufall“) Wird oft bei der Spielerstellung in Verbindung mit bestimmten Optionen oder Beschränkungen verwendet. Dieses kann zum Beispiel das Spielen einer zufälligen Karte oder Rasse in einem Echtzeit-Strategiespiel beinhalten.
RNG 
(englisch Abk. von Random Number Generator „Zufallszahlengenerator“) Wird verwendet, wenn bei Trading-Card-Games von Karten mit Zufallseffekten ein Effekt mit einer gewissen Chance ausgelöst wird. Findet auch in anderen Spieletypen mit zufälligen Ereignissen Verwendung.
RNG-God 
Bezeichnung für Spieler, die viel Glück haben bei Zufallseffekten.
Rocket-Jump 
(englisch für „Raketensprung“) Durch größere Waffen verursachte Explosionen bzw. deren Rückstoß katapultiert sich der Spieler ein größeres Stück über die Spielkarte. Diese werden absichtlich vorrangig in Ego-Shootern verwendet, um extreme Sprünge an schwierig zu erreichenden Orten zu vollziehen. Insbesondere in Spielen ohne hohen Realismusgrad wird dies oft praktiziert, in Taktik-Shootern trifft man diese Technik vergleichsweise selten an, da üblicherweise Granaten, Raketen oder ähnlich starke Waffen die eigene Spielfigur töten. Siehe auch: glitch
RPG 
engl. Abk. von role playing game „Rollenspiel“.
engl. Abk. von rocket propelled grenade „Panzerfaust“, eine Standardwaffe in Ego-Shootern.
RR 
(englisch Abkürzung von round restart für Neue Runde starten) Vor allem in Taktik-Shootern abgewandt.
In Dark Age of Camelot beschreibt RR den „Reichsrang“ (Realm Rank) den ein Spieler hat, eine Wertung für Leistungen im PvP.
rtb 
(englisch Abk. von return to base „Rückkehr zur Basis“) in Flugsimulatoren gebräuchlich, um mitzuteilen, dass man zum Beispiel wegen Munitions- oder Treibstoffmangel zum Flugfeld zurückkehrt.
RTS 
(englisch Abk. von real time strategy „Echtzeit-Strategiespiel“) Ein Untergenre der Strategiespiele.
Rush – rushen 
(englisch für „stürmen“) In Ego-Shootern und Echtzeit-Strategiespielen ein besonders frühzeitiger Angriff aus strategischen Gründen bzw. der Versuch, den gegnerischen Spieler ohne Rücksicht auf Verluste zu überraschen und zu überwältigen.
In MMORPGs wird rushen auch oft als Hochleveln von schwächeren Spielercharakteren durch levelhöhere Spieler bezeichnet (einen Charakter auf ein bestimmtes Level „rushen“).
RvR 
(englisch Abk. von Race versus Race „Rasse gegen Rasse“) Bezeichnet in MMORPGs den Kampf zwischen Fraktionen, Königreichen u. ä.

### S
S&D, S&Z 
(Abk. von engl. Search and Destroy oder auch Seek and Destroy und dt. Suchen und Zerstören) Spielmodus, bei dem man die gegnerische Basis zerstören, oder die eigene beschützen muss.
Salty 
(englisch salzig) Bezeichnet einen Spieler, der z. B. durch unfaires Spielverhalten anderer Spieler oder durch schlechtes RNG vom Spiel selbst – oder weil er einfach salty veranlagt ist – genervt oder wütend ist.
Sandbox-Game 
Ein Spiel mit einem Gameplay-Element, das dem Spieler ein hohes Maß an Kreativität gibt, um Aufgaben im Hinblick auf ein Ziel innerhalb des Spiels zu erfüllen, falls ein solches Ziel existiert. Einige Spiele existieren als reine Sandbox-Games ohne Ziele; diese werden auch als Non-Games oder Software-toys bezeichnet. Sehr häufige Beispiele für Sandbox-Games sind solche, bei denen der Spieler die Möglichkeit hat, seine Umgebung zu erstellen, zu ändern oder zu zerstören, d. h. ein Spiel, das eine Form eines Spielerstellungssystems enthält. Der Begriff spielt auf einen Sandkasten eines Kindes an, in der das Kind ohne gegebenes Ziel erschaffen und zerstören kann. Während „offene Welt“ und „Sandbox“ manchmal synonym verwendet werden (oder nur mit der Implikation, dass „Sandbox“ kleiner ist), beziehen sich die Begriffe auf unterschiedliche Konzepte und sind nicht synonym.
Sandwich 
Bezeichnet eine Situation, in der ein Spieler von zwei Gegnern von verschiedenen Seiten angegriffen (gesandwicht) wird. Die beiden Angreifer können, müssen aber nicht verbündet sein. Die Bezeichnung kommt vom gleichnamigen Nahrungsmittel.
Savegame 
(englisch sinngemäß für „Speicherpunkt“) Bezeichnet gespeicherte Spielstände vor allem in Einzelspieler-Spielen, die etwa nach dem Tod der Spielfigur oder Unterbrechung des Spielens geladen werden können.
SBMM 
SBM(M) steht für Skill-Based Match-Making und ist eine spezielle Funktion in Online-Shootern, wodurch Spieler mit einem ähnlichen Skill-Level in eine Partie gesteckt werden, was für eine möglichst große Ausgewogenheit sorgen soll.
Schwitzer, schwitzen 
Ein abwertender Begriff für einen Spieler, der das Spiel sehr ernst nimmt und versucht es mit allen Mitteln zu gewinnen.
Scope, scopen 
(englisch scope „Fernrohr“) Bezeichnet in Ego-Shootern das Benutzen eines Scharfschützengewehrs.
scouten, Scouting 
(englisch scout „Späher“) Bezeichnet in Echtzeit-Strategiespielen das Ausspähen des Gegners mittels einer schwachen, meist entbehrlichen Einheit, um dessen Taktik zu analysieren und entsprechende Gegenmaßnahmen einzuleiten.
Bedeutet in Counter-Strike ebenfalls das Töten eines Gegners mit der „Scout“, einem Scharfschützengewehr. Spieler dieser Waffe werden daher als Scouter bezeichnet.
Season Pass 
Ein gebündeltes kostenpflichtiges Angebot an Content, das dem Käufer Zugriff auf künftige und/oder bereits erschienene Downloaderweiterungen zu einem Spiel gewährt (z. B. neue Storyinhalte, zusätzlich spielbare Gebiete oder exklusive Ausrüstung).
sitting, Account Sitting 
Gebräuchlicher Begriff vorwiegend in MMOG mit dauerhaft bestehenden Welten. Beschreibt die Betreuung eines Spielerkontos durch einen befreundeten Spieler über meist mehrere Tage während der eigentlich Eigentümer zum Beispiel in Urlaub fährt. In den meisten Spielen verboten, da es ein recht hohes Risiko gibt, dass diese Funktion missbraucht wird (siehe Multi- oder Farmaccounts). Einige Spiele lassen es trotzdem zu, jedoch häufig mit Einschränkungen oder verschiedenen Meldepflichten den Betreibern gegenüber.
siegen 
(englisch to siege „belagern“) bedeutet dem Gegner Schaden zuzufügen, ohne selbst welchen in Kauf zu nehmen. Meist wird dabei versucht, durch schnelles Hin- und Herbewegen dem Feind auszuweichen, sobald sich dieser nähert oder versucht zu reagieren. Dieser Begriff findet hauptsächlich in DotA-ähnlichen Spielen seine Verwendung.
skill 
(englisch für „Fähigkeit“) Fertigkeiten, die in einem Spiel erworben werden. Der Begriff bezieht sich sowohl auf Eigenschaften der Spielercharaktere (zum Beispiel Zauber oder Attributspunkte) als auch Erfahrungswerte des Spielers selbst (zum Beispiel kürzester Weg durch eine Mission oder Umgang mit einer Waffe).
slaven, Slave 
(englisch slave „Sklave“) Das Verb slaven findet vor allem in MMORPGs Anwendung. Ein meist stärkerer Charakter (der Slave) hilft einem schwächeren beim Sammeln von Items oder EXP, indem er ihn mit Zaubern, Buffs und Heilung unterstützt oder für ihn tankt. Slaves werden meistens mit dem Loot bezahlt (Lootslave) oder bekommen ein Entgelt.
smurfen 
(englisch smurf „Schlumpf“) Bezeichnet das Verwenden eines Accountnamens, der sich vom üblichen „Nickname“ des Spielers unterscheidet. Meistens erstellen Spieler neue Smurfs, wenn ihnen an ihrem alten Nutzerkonto etwas nicht mehr passt, wie zum Beispiel das Sieg/Niederlage-Verhältnis, sie auf Grund ihres Bekanntheitsgrades einen Erfolgsdruck verspüren, sie einfach nicht erkannt werden wollen (auch um ohne Konsequenzen flamen zu können) oder sie mit einem neuen Account, der als noch unerfahren gilt mit anderen Spielern kämpfen wollen, um sie leichter besiegen zu können. Somit kann man unter anderem auch anderen Spielern helfen im Rang aufzusteigen, ohne sich eigentlich wirklich verbessert zu haben. Sogenannte „Smurf-Accounts“ sind Zweit- oder Drittkonten.
„Smurfen“ wird ebenfalls in Ladderspielen verwendet, um unberechtigterweise in mehreren Teams spielen zu können oder durch neue Teams, die teilweise oder komplett aus Smurfs bestehen, dem Gegner viele Ranglistenpunkte zu nehmen.
Nicht nur aus oben genannten Gründen wird smurfen oft als negativ angesehen und teilweise sogar mit cheaten verglichen, sondern auch, da es viele Spieler irritiert, von scheinbar unbekannten Gegnern besiegt zu werden.
Sniper – snipen 
(englisch Sniper „Scharf-/Heckenschütze“) Bezeichnet den Nutzer bzw. die Nutzung eines Scharfschützengewehres.
Spawn 
In Spielen, wo man sich nach dem Tod wiederbeleben kann, ist der Spawn der Punkt, an dem alle Spieler wieder in das Spiel einsteigen können.
Spawnkill (auch Spawntrap) 
Bei Ego-Shootern verwendeter Begriff, der benutzt wird, wenn Spieler sofort nach dem Spawnen gefraggt werden. Wiederholende Spawnkills werden als Spawncamping bezeichnet, wobei dem unterlegenen Spieler die Möglichkeit genommen wird, sich eine bessere Position oder Ausrüstung zu verschaffen. In manchen Spielen bekommen respawnende Spieler deshalb eine kurzzeitige Spawnprotection, also eine Zeit, in der sie nicht angreifen und angegriffen werden können.
Spec – Speccung – Core-Build
(englisch specialisation „Spezialisierung“) Wird generell in MMORPGs oder in Strategiespielen verwendet. Spezialisierung ist die Ausrichtung auf einen bestimmten Talentbaum (meist MMORPGs) oder Spielweise (zum Beispiel deffen/verteidigen). Eine häufige Frage ist „Wie bist du gespecct?“, um zu erfahren, wie sich der andere Spieler spezialisiert hat. Ist zur optimalen Ausübung der Spielweise wie zum Beispiel in DotA-ähnlichen Spielen auch eine bestimmte Ausrüstung an Items nötig, wird von einem Core-Build („Kernaufbau“) gesprochen. Siehe auch: Skillung
Spec ist auch die Abkürzung für das englische Wort Spectator („Zuschauer“). Ein Spectator nimmt nicht am Spiel teil, sondern beobachtet es nur. Diese Option findet hauptsächlich in Ego-Shootern Verwendung. Dort hat ein Spectator die Möglichkeit, mit relativ hoher Geschwindigkeit durch Wände und Fußböden zu fliegen, um so die komplette Karte betrachten zu können (englisch free flight „freier Flug“). Meistens ist auch ein Wechsel in die Sicht der anderen Spieler möglich. In Strategiespielen darf die gesamte Karte ohne „Kriegsnebel“ (fog of war) oder sonstige Einschränkungen von Beginn an überblickt werden.
Ein Zuschauer kann zudem meistens sämtliche Chat-Nachrichten (sowohl allgemeine als auch teambezogene) lesen – in vielen Spielen ist seine Möglichkeit Nachrichten zu senden, allerdings so eingeschränkt, dass nur andere Zuschauer diese Nachrichten lesen können. Andernfalls würden verschiedenen Spiele einen Teil ihres Reizes verlieren, der aus Überraschung bzw. Aufklärung besteht.
In der Zeit zwischen virtuellem Ableben und dem Wiedereinsteigen (Spawn) in Ego-Shootern ist der Spieler üblicherweise automatisch „Spectator“.
special move 
Der Begriff wird hauptsächlich in Beat ’em ups verwendet. Er bezeichnet Angriffe und Bewegungen, die durch bestimmte Tastenkombinationen und -folgen ausgeführt werden.
spike 
(englisch für „kurzzeitige (Spannungs-)spitze“) Auch als spike damage oder to spike verwendet. In Onlinerollenspielen wird spiken als das gemeinsame und gleichzeitige Anwenden eines Zaubers oder Angriffes gegen einen einzigen Gegner bezeichnet, um zu verhindern, dass die Heiler ihn schnell genug heilen können. Wird meistens in Kombination mit VoIP Clients benutzt, indem ein Countdown den gemeinsamen Angriff einleitet.
Oft werden auch kleinere Lags als Spike oder Ping-Spike bezeichnet.
Splash – Splash Damage 
(englisch für „Spritzschaden“) Bezeichnet (zumeist bei Shootern) den Schaden, der in der unmittelbaren räumlichen Umgebung um ein bestimmtes Ereignis herum ausgelöst wird. Ursache von Splash Damage können Raketenexplosionen ebenso wie Zaubersprüche o. ä. sein.
In Strategiespielen und MMORPGs wird stattdessen häufig der sinnverwandte Begriff AoE benutzt.
sprayen 
(englisch to spray „sprühen“) Ein Verb, das in Ego-Shootern Dauerfeuer auf einen oder meist mehrere Gegner beschreibt. Dabei geht man nicht mit den üblichen Mitteln vor, einzelne gezielte Salven oder Kugeln abzugeben, sondern verschießt fast die gesamte Munition, die im Magazin vorhanden ist, um einen möglichst hohen Schaden anzurichten. Geübte Spieler können durch geschicktes Zielen den dabei auftretenden Rückstoß der Waffe meistens ausgleichen. „Bratzen“ ist das seltener verwendete deutsche Äquivalent. Wird auch als Verb für das virtuelle Sprühen von Spraylogos (dt. „Sprühlogos“) benutzt, die in Half-Life-Engine-Spielen häufig Anwendung finden.
Bedeutet in Ego-Shootern auch das bewusste Schießen auf/durch eine (dünne) Wand, einen Wellblech-Zaun o. ä., wenn der Spieler weiß oder vermutet, dass sich dahinter ein Gegner verbirgt. Siehe auch: Wallbang
Squad 
In einigen Klassen-basierten Taktik-Shootern lassen sich die Teams noch mal in verschiedene Squads unterteilen. Dies sind kleinere Gruppen von vier bis fünf (zumeist einander bekannten) Spielern, die dann das Spiel gemeinsam bestreiten, d. h. sie bleiben während der Runde stets recht nahe beieinander. Die Mitglieder des Squads sind dabei möglichst vielfältig ausgerüstet, um allen Bedrohungen passend begegnen zu können. Siehe auch: Squad
SR
Abkürzung von englisch Skill rating („Fähigkeitswertung“): wird verwendet, um Spieler nach ihren Fähigkeiten zu unterscheiden. Es ist die Basis für viele Ranglistensysteme.
stacken 
(englisch to stack „stapeln“) Wird für Dinge und Vorgänge verwendet, die sich stapeln oder aufhäufen lassen. Zum Beispiel lassen sich oftmals Ausrüstungsgegenstände stapeln (einen solchen Stapel bezeichnet man als Stack). Auch die Erhöhung einer einzelnen Charaktereigenschaft durch verschiedene Zauber, die ihre Boni addieren, wird als stacken bezeichnet.
Im Sinne von „aufhäufen“ wird stacken verwendet, wenn verschiedene Spieler alle Ressourcen aufwenden, um einen Spieler überdurchschnittlich zu stärken.
Sammeln sich in einer Mannschaft viele erfahrene Spieler, woraufhin das Spiel sichtbar unausgewogen wird, spricht man ebenfalls vom „stacking“. Ähnlich wie der Begriff teams wird dann beispielsweise stackz verwendet.
Stacken beschreibt außerdem das Sammeln aller Spieler an einer bestimmten Position. Dies kommt vor allem in MMORPGs vor, wenn Spieler beispielsweise in einem Dungeon gegen starke Mobs kämpfen, um Flächenzauber (zum Beispiel Heilzauber) möglichst effektiv auf alle Mitglieder der Gruppe wirken zu können.
Stats 
In Shootern die Punktstatistiken, siehe auch Kill-Ratio.
In Rollenspielen die Charakterpunkte, die man zum Beispiel auf Eigenschaften wie Geschicklichkeit, Leben, Stärke, Intelligenz verteilen kann. Stats sind zu unterscheiden von den Skills, mit denen die erlernten Fähigkeiten wie magische oder physische Attacken gemeint sind.
Steamrolling, Steamrollen 
Von engl. to steamroll „plattwalzen“. Bezeichnet in Echtzeit-Strategiespielen das relativ widerstandslose Überrennen eines Gegners mit technologisch überlegenen Einheiten. Typischerweise resultiert dieses Vorgehen aus einem Boom, einer von drei Standard-Eröffnungsstrategien. Steamrolling grenzt sich von einem Rush (einer weiteren Eröffnungsstrategie) durch die technologische Überlegenheit des Angreifers ab.
Stoffi 
In Rollenspielen zuweilen verwendete Bezeichnung für Charakterklassen, die vorwiegend Stoffrüstungen (Roben etc.) tragen und daher nur über einen niedrigen Rüstungswert verfügen, zum Beispiel Heiler, Zauberwirker oder ähnliches.
Strafe 
(englisch to strafe [stra:f] „beschießen“) Auch strafen (eingedeutscht) beschreibt die Seitwärtsbewegung einer Spielfigur in einem Shoot ’em up oder Ego-Shooter. Oft auch dodgen (englisch to dodge „ausweichen“) genannt.
So beschreibt zum Beispiel der Satz „Um die Ecke strafen“ in der Regel nicht das normale Um-die-Ecke-Laufen (zur Ecke laufen, drehen, weiterlaufen), sondern das strategische, seitwärtige Anlaufen einer Ecke aufgrund möglichen Feindkontaktes dahinter. Der Vorteil des Strafens im Gegensatz zum strikten geradeaus Gehen besteht darin, dass man einerseits seinen Angriff fokussieren kann und einen besseren Überblick behält, andererseits beim Attackieren gleichzeitig den Angriffen des Gegners ausweichen kann.
Strafejump 
Der Strafejump kommt aus dem Bereich der First-Person-Shooter und besteht aus einem Sprung mit einer Seitwärtsbewegung. Durch diese Strafebewegung erhöhen sich die Sprungweite und Geschwindigkeit des Spielers. Durch stetige Wiederholungen kann die Geschwindigkeit immer weiter gesteigert werden. Wird während des Springens eine Mausbewegung in Richtung der Strafebewegung ausgeführt, spricht man vom bunnyhopping, was die Geschwindigkeit noch weiter steigert. Siehe auch: Strafe
Stream Sniping
Betrachten eines Computerspiel-Live-Streams eines Mitspielers bzw. Gegners auf einer Live-Stream-Plattform, um sich mit den erhaltenen Informationen einen Vorteil zu verschaffen
Stunlock 
(englisch to stun „betäuben“ und lock „blockieren“) Bezeichnet das wiederholte stunnen eines Gegners, um diesen in vollkommener Handlungsunfähigkeit zu halten. Vornehmlich verwendet in Rollenspielen.
stunnen 
(englisch to stun „betäuben“) Bezeichnet jegliche Art von „Außer Gefecht setzen“ einer Einheit oder eines Charakters. Dies kann zum Beispiel die kurzfristige Deaktivierung der Verteidigungsanlagen durch einen EMP in einem futuristischen Echtzeitstrategie-Spiel sein oder das K.O.-Schlagen eines Gegners in einem Rollenspiel. Manche Spiele bieten auch Gegenstände oder Zauber an, die einen Gegner oder Mitspieler für kurze Zeit außer Gefecht setzen. In Shootern erfolgt dies häufig durch sogenannte „Flashbangs“ oder „Stungrenades“, die auf den realen Gegenstücken basieren.
Sweep 
(englisch to sweep „kehren“ oder „fegen“, manchmal auch Roll, von englisch to roll „rollen“) Ein einzelner Spieler oder eine Mannschaft besiegt den Gegner schnell und ohne selbst viel Lebenspunkte zu verlieren oder größere Verluste zu erleiden. Bei PvP-Spielen meist abwertend gemeint, um dem verlierenden Gegner seinen einfachen Sieg vorzuhalten.

### T
T4T 
(englisch Abk. von thanks for trade „Danke für den Handel“) Wird meistens in MMORPGs nach einem abgeschlossenen Handel verwendet.
(englisch Abk. von Thanks for Train „Danke für das Training“) Häufig nach einem Trainings-/Übungsmatch gebraucht. Manchmal auch abwertend gemeint nach einem sehr leichten Sieg.
tactical crouch 
(englisch „taktisches Ducken“) Ironisch verwendete Bezeichnung für Tea-Bagging, welche das respektlose Verhalten des Tea-Baggers als Taktik darstellen und somit jene Aktion relativieren soll.
Tank, tanken 
(englisch für „Panzer“ bzw. „Tank“) Ein Charakter in einem Rollen- oder MMORPG-Spiel, der über extrem viel Rüstung, Leben oder Lebensregeneration verfügt und den gegnerischen Schaden auf sich lenkt, damit die restlichen Spieler ungestört angreifen können. Diese Taktik wird auch als Tanken bezeichnet.
tb, teambash 
Häufig bei Ego-Shootern verwendet. Bedeutet, dass ein Spieler das gesamte gegnerische Team im Alleingang „fraggt“. Wird als außergewöhnliche Leistung empfunden. Wird im Rollenspielbereich auch häufig als „Ace“ bezeichnet.
TD, TDM 
(englisch Abk. von Team Deathmatch) Spielmodus in Ego-Shootern, in dem kooperierende Teams gegeneinander antreten. Siehe auch: Deathmatch
Tea-bag 
Dieser Ausdruck wird meist in Ego-Shootern verwendet, wenn ein Spieler sich auf der Leiche des erledigten Spielers immer wieder duckt und aufsteht, um eine sexuelle Handlung anzudeuten, ähnlich dem Eintunken eines Teebeutels (englisch teabag).
Team-bag 
Ähnlich dem T-bag, nur dass das schnelle Ducken und Aufstehen auf einem toten Teamkameraden ausgeführt wird. Dies wird meist zum verspotten oder auslachen, zum Beispiel nach einem peinlichen Tod, genutzt und ist sehr ungern gesehen.
teaming 
(englisch für „ein Team bilden“, auch eingedeutscht teamen) Wenn in einem ffa-Modus mehrere Spieler sich gegenseitig nicht angreifen und somit ein inoffizielles und eventuell auch verbotenes Team bilden. Ein Team ist einem einzelnen Spieler meistens überlegen. Spieler, welche unerlaubt „teamen“, werden auch als Teamer bezeichnet. Crossteaming (englisch für „überkreuz-teamen“) bezeichnet das Teamen mit einem Partner aus einem fremden Team. Wenn beispielsweise in zwei Teams mit je zwei Spielern je ein Spieler stirbt und die beiden Überlebenden sich zu einem neuen Team zusammenschließen, spricht man von „crossteaming“.
teamkill, teamattack 
(englisch für „Teamangriff“) Ein absichtlicher oder unbeabsichtigter Abschuss eines eigenen Teammitgliedes (oft auch als „TK/TA“ abgekürzt). Bei auffällig häufigen teamkills/attacks wird der Spieler oftmals als „Teamkiller/attacker“ verpönt. Einige Spiele bestrafen den Spieler mit Punkteabzug oder erlauben dem getöteten Teampartner, dem „Teamkiller“-Schaden oder sonstige Schwierigkeiten zu bereiten. Einige Spielemechaniken erlauben das Deaktivieren von Teamkills oder geben dem Betroffenen die Möglichkeit, dem Teamkiller zu vergeben.
teams 
Dieser Ausruf wird während des Spielens benutzt, wenn die Mannschaften unausgeglichen sind (zum Beispiel 7 gegen 4 Spieler) und dadurch eine Mannschaft einen Vorteil hat. Dieser Hinweis soll die Spieler dazu aufrufen, die unfaire Mannschaftsverteilung auszugleichen.
Technologiebaum – Tech tree 
Ein klassischer Begriff aus Computer-Strategiespielen und Aufbausimulationen. In vielen dieser Spiele können Grundfähigkeiten durch den Bau von Gebäuden oder der Erforschung von Technologien erweitert werden. Der Technologiebaum gibt eine Übersicht der gesamten erforschbaren Technologie und deren Boni sowie die Voraussetzungen für ihr Erreichen.
Telefrag 
Portmanteau aus „Teleportation“ und „Frag“. Üblicherweise kann nur eine Spielfigur zur selben Zeit an einem bestimmten Ort sein, die physikalischen Grenzen der Spielfiguren werden durch „Hitboxen“ bestimmt. Überschneiden sich diese absichtlich oder unabsichtlich wird eine (oder beide) Spielfigur(en) getötet. Dies kann zum Beispiel beim Spawn/Respawn eines Spielers passieren, wenn sich bereits ein anderer Spieler zufällig an derselben Position befindet (dies passierte vor allem auf kleinen Maps mit vielen Spielern sehr oft, wenn der Spawnpunkt nicht schnell genug verlassen wird). In allen Fällen wird aber der Spieler virtuell getötet, der sich zuerst auf an einer entsprechenden Position aufgehalten hat.
Durch Kontrollmechanismen, die unbeabsichtigtes telefraggen verhindern sollen, findet es in modernen Spielen nur noch als bewusst eingesetztes Spielelement vor allem in Quake und Unreal statt.
Tilt, tilten 
Der Begriff kommt ursprünglich vom Poker. Er beschreibt einen Spieler, der sich auf einer Verlustserie befindet. Aufgrund dieser Serie lässt er nach und nach seine negativen Emotionen sein Spiel immer mehr beeinflussen, sodass er schlussendlich die gesamte Konzentration verliert und immer schlechter spielt.
Time-To-Kill (TTK) 
Durchschnittliche Zeitdauer, die benötigt wird, um einen Gegner in einem Feuergefecht zu eliminieren.
Tower Defense 
(englisch für „Turmverteidigung“) Eine Spielart in RTS-Spielen, bei der es darum geht, Einheiten, die immer wieder einen bestimmten Weg laufen, mit Verteidigungsanlagen (Türmen) daran zu hindern, ihr Ziel zu erreichen. Es dürfen pro Runde nur eine bestimmte Anzahl von diesen „Läufern“ ihr Ziel erreichen. Der Spieler erhält pro Runde oder für jede getötete Einheit Ressourcen zum Bau von Türmen. Mit jeder neuen Runde steigt der Schwierigkeitsgrad (andere, stärkere oder mehr Einheiten).
Towern 
(von engl. Tower „Turm“) Bezeichnet die Strategie in RTS-Spielen Geschütztürme offensiv und in der Nähe gegnerischer Basen einzusetzen, da diese meist mobilen Einheiten in Angriff und Verteidigung überlegen sind.
Towerrush 
Towern zu Beginn einer Runde mit dem Ziel, den Gegner in seiner Basis zu halten und somit den Zugang zu weiteren Ressourcen zu verwehren.
Toxic 
(englisch für giftig) Wird als Begriff für Spielergemeinschaften benutzt, welche von Smurfs, Flamer, Hackern, Kiddies und ähnlichem durchsetzt sind. In der Counter-Strike-Community ist daraus der Witz entstanden, Waffenskins mit dem Namen „Toxic“ mit einem Nametag zu „CS:GO Community“ umzubenennen, da diese von vielen im Vergleich zu früher als unangenehm angesehen wird.
TP 
Abkürzung für Trefferpunkte, Town Portal und Teleport
Trefferpunkte werden meist als HP bezeichnet (englisch: health points), während TP für Town Portal oder Transport steht. Sie bieten Spielern oder deren Einheiten die Möglichkeit auf direktem Weg zurück in die Stadt oder in eine Basis zu reisen. Oft ist die Anwendung mit einem Cooldown (Abklingzeit) versehen. TPs bieten starke taktische Vorteile aufgrund der verkürzten Reisezeiten.
trade 
In dotA-ähnlichen Spielen ein Ausdruck für gleichgewichtigen Schadensaustausch zwischen zwei verfeindeten Spielern. Somit gesehen ist keiner von den beiden als Sieger im Kampf herausgegangen, da beide Spielfiguren im Optimalfall gleichzeitig gestorben sind, was ein perfekter trade wäre.
Train 
In Shootern als Kürzel für „Training“ verwendet.
In Rollenspielen wird es meistens in Großbuchstaben und mit vielen Ausrufezeichen geschrieben („TRAIN!“), als Warnhinweis auf einen Zug aus einer großen Menge Gegnern. Unerfahrene Spieler legen sich oft mit Gegnern an, die zu stark sind und fliehen deshalb in Panik. Gegner können diesen Spieler dann längere Zeit verfolgen und auf seinem Fluchtweg können Mitspieler von der Gegnermasse leicht überwältigt werden.
Trial – Trial-Member 
(englisch Trial „Probe“) Bezeichnet Spieler, die nach der Aufnahme in einen Clan oder eine Gilde zunächst ihren menschlichen und spielerischen Wert unter Beweis stellen müssen. Bevor die Clan- bzw. Gildenleitung ein endgültiges Urteil über die Aufnahme oder Abweisung eines Trial-Spielers fällt, wird meistens eine Frist von ein paar Wochen gesetzt, in der das neue Mitglied sich bewähren kann. Erst nach Beendigung dieser Frist wird dann in Absprache mit den bisherigen festen Mitgliedern über den Verbleib des Spielers entschieden.
Tryhard 
Beleidigung für Spieler, die das Spiel sehr ernst nehmen und alles tun, um das Spiel zu gewinnen. Camper können beispielsweise als Tryhards bezeichnet werden.
TS 
TS ist die Abkürzung für die Sprachkonferenzsoftware TeamSpeak, welche den Benutzern ermöglicht, über das Internet oder ein LAN miteinander zu kommunizieren.
Tube, Tuben, Tubekill 
(englisch tube „Röhre“) Umgangssprachliche Bezeichnung für hauptsächlich in Shootern auftauchende Raketen- oder Granatwerfer. Tuben bezeichnet hierbei die Verwendung der Waffe, um zum Beispiel Gegner in Gebäuden/Fenster zu beseitigen. Ein tödlicher Treffer ist folglich ein Tubekill.
Das häufige oder ungezielte Verwenden dieser Waffen – vor allem, um zufällig Gegner zu erledigen – wird abwertend als Noob-Tubing bezeichnet. Besonders ärgerlich, allerdings auch taktisch interessant ist es, wenn Mörserangriff-ähnliche Attacken über das gesamte Spielfeld ausgeführt werden, um zum Beispiel den gegnerischen Spawn, ein umkämpftes Gebäude oder einen häufig benutzten Gang unter Feuer zu legen. Bei einigen moderneren Spielen kann man auch den Gegner im Kampf auf sehr kurze Distanz durch einen gezielten Brust- oder Kopfschuss tödlich niederschlagen. Hierbei kommt es jedoch nicht zu einer Explosion der Granate, sodass der Schütze keinen Schaden erleidet.
turtlen 
(von engl. turtle „Schildkröte“) Bezeichnet im Strategie-Genre einen Spieler, der durch das Einbunkern mit Verteidigungsstrukturen die Runde in die Länge zieht, um Zugriff auf ein erst nach einiger Zeit verfügbares Spielelement zu erhalten oder eine größere Armee zu errichten. Wird von Rushern als Spielfluss-störend angesehen.

### V
VC 
VC ist die Abkürzung für Voicechat, also Sprachchat oder Sprachraum. Dies ist ein digitaler Raum, in dem man sich während des Spielens treffen und sich planen und organisieren kann. Bekannte Plattformen für Voicechats sind Discord und Teamspeak.
votekick, voteban 
Fühlen sich Spieler in einer Gruppe von einem anderen Spieler gestört, so können sie versuchen, genug Stimmen (englisch votes) zu sammeln, um den Übeltäter aus der Gruppe zu werfen. Eine zweite Möglichkeit besteht in einem voteban, der prinzipiell genauso funktioniert, wie ein votekick, mit dem Unterschied, dass hier abgestimmt wird, einen bestimmten Spieler dauerhaft vom Server zu verbannen. Auf vielen Servern ist die Option des votekicks/-bans allerdings deaktiviert, da sie von Spielern missbraucht werden kann. Siehe auch: kick und Ban
Volley 
(englisch für „Salve/Stoß“) Meist in MMORPGs verwendeter Begriff, der den Schaden einer Waffe pro Hieb/Schuss bezeichnet. Wenn der mit einer Attacke angerichtete Schaden ausreicht, um den Gegner sofort zu besiegen, wird der Volley gelegentlich auch als „Alphastrike“ oder einfach als „Alpha“ bezeichnet. Besonders im Teameinsatz können Waffen mit niedrigem dps aber hohem volley verheerende Angriffe ausführen.

### W
Wallfrag, Wallkill, Wallbang 
(englisch wall „Wand“) Bezeichnet den gelungenen Versuch, in einem Ego-Shooter einen Gegenspieler durch die Wand zu töten, ohne ihn zu sehen, sondern nur zu erahnen oder hören.
Wallhack 
(englisch wall „Wand“) Bezeichnet einen Cheat, der es dem Spieler gestattet, durch Wände zu sehen oder zu schießen.
Wellen
In Spielgenres oder -modi, in denen Spieler einen Punkt verteidigen oder so lange wie möglich am Leben bleiben müssen, werden Feinde üblicherweise in „Wellen“ (manchmal auch als Level bezeichnet) gruppiert. Wenn eine Welle von Feinden besiegt ist, erhalten die Spieler meistens eine kurze Zeit, um sich auf die nächste Welle vorzubereiten.
Whiner 
(englisch to whine „weinen/jammern“) Bezeichnet einen Spieler, der sich ständig beschwert. Er wird immer gefraggt, seine Spielfigur bekommt immer den schlechten Loot, die gesamte (Spiele-)Welt ist gegen ihn, und andere Spieler haben dies zu erfahren. Im Deutschen am ehesten mit „Jammerlappen“ zu übersetzen.
Whore 
(englisch whore „Hure“) Die ursprüngliche Kombination score whore („Punkte-Hure“) wurde später aufgelöst und durch neue Zusammensetzungen ergänzt, die ohne die ursprüngliche Implikation, der Spieler würde für Punkte alles hergeben, nicht unmittelbar sinnvoll sind. Der Begriff wird in Mehrspielerpartien benutzt, bei denen mitunter bestimmte Waffen oder Techniken zwar vorhanden sind, aber allgemein wegen einer spielschädigenden Überstärke geächtet werden. Spieler, die diese Techniken dennoch einsetzen, werden als unfair empfunden und mit „Whore“ in Verbindung mit dem Namen der Technik oder der Waffe tituliert, wie zum Beispiel „AWP-Whore“ für jemanden, der sich ständig des teilweise verhassten AWP-Scharfschützengewehrs im Spiel Counter-Strike bedient, oder „Shockwhore“ beim übermäßig häufigen Einsatz der sehr mächtigen Shockcombo in Unreal Tournament.
winning-team joiner 
Abwertende Bezeichnung für Spieler, die sich beim Hinzustoßen zu einem laufenden Spiel oder nach dem Verlust einer Spielrunde der gewinnenden Mannschaft (englisch winning team) anschließen (englisch to join). Im Spiel wird auch oft die Abkürzung WTJ-ler verwendet.
wipe 
(englisch für „wegfegen, ausradieren/auslöschen“) Bezeichnung für das Töten einer ganzen Spieleransammlung (Team, Raid-Party etc.).
Auch Bezeichnung für das vollständige Zurücksetzen einer Spielwelt.
Worldbuilding 
Worldbuilding bezeichnet die Gesamtheit des Prozesses bei der Erschaffung einer fiktiven Welt, einschließlich dessen Gestaltung und der  Lore. Je komplexer das Spieldesign und das entsprechende Worldbuilding ist, umso mehr Facetten müssen berücksichtigt werden, z. B. Geographie, Kultur und Hintergrundhandlung, wobei ein zentraler Punkt die ineinander greifende Glaubwürdigkeit der einzelnen Teile ist.
w00t 
Ausdruck von Freude oder Aufregung („Wir haben gewonnen! w00t!“).
Wird auch als Abkürzung für: „We Owned the Other Team!“, „WOnderful loOT“ oder manchmal als Alternative zum Wort „was“ („wut“) verwendet.
wp 
(englisch Abk. von well played „gut gespielt“). Lob an den Gegner für eine besonders gute Spielweise. Häufig im Zusammenhang mit „gg“ am Ende eines Spiels („gg wp“).
Auch Abkürzung für „Wegpunkt“ (bzw. engl. waypoint) in verschiedenen Spielen.
wtb, wts, wtt 
(englisch Abk. von want to buy/sell/trade „will kaufen/verkaufen/tauschen“) Wird meistens auf den Trade(Handels)-Channels benutzt, um zu sagen, dass man etwas kaufen/verkaufen/tauschen will.

### Z
zergen 
Abfälliges Wort über einen Angriff, meistens von mehreren überlegenen Gegnern, auf chancenlose Mitspieler oder das Überrennen eines schweren Gegners mit einer Übermacht schlechter oder mittelmäßiger Einheiten. Diese Vorgehensweise wird besonders in Echtzeitstrategiespielen ungern gesehen, weil üblicherweise die künstliche Intelligenz der Gegner umgangen oder blockiert wird.
Der Begriff „Zerg“ entstammt dem Strategiespiel StarCraft, in dem der außerirdischen Zergrasse viele billige, schnell zu produzierende Einheiten zur Verfügung stehen, weshalb diese meistens mit großer Einheitenzahl angreift. Der Möglichkeit des „Zergens“ liegt nicht zwingend ein Mangel in der Balance der Spielmechanik zugrunde.
zocken 
Umgangssprachliche Bezeichnung für „spielen“. Das dazugehörige Nomen Agentis lautet „Zocker“. Es ist sowohl eine Bezeichnung für Glücksspieler als auch für Computerspieler, die ein Spiel intensiv spielen.